# Betelgeuse
Coordenades:  05h 55m 10.3053s; +07° 24′ 25.426″

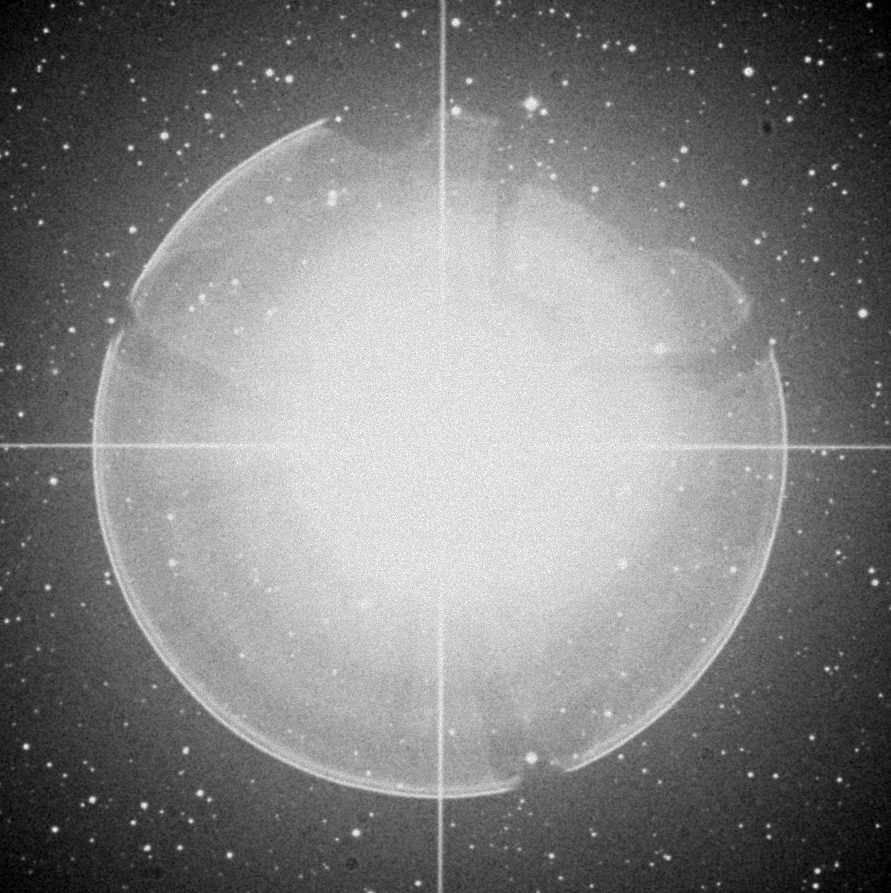
Betelgeuse

Betelgeuse (Alfa d'Orió / α Orionis, pronunciat /ˈbɛ.təl.ʒəu.zə/) és un estel supergegant roig a la constel·lació d'Orió, la segona més brillant d'aquesta constel·lació després de Rigel. És de gran interès astronòmic, ja que és el novè estel més brillant del cel, un supergegant roig semiregular variable (tipus SRc) amb una magnitud aparent d'entre 0,0 i 1,3, l'interval més ampli de qualsevol estel de primera magnitud, i és un dels vèrtexs del triangle hivernal que a més marca el seu centre. Marca l'espatlla dreta del gegant mitològic Orió (el caçador), encara que des de la Terra es veu a l'esquerra i a la part superior de la constel·lació, dominant el cel hivernal. La seva proximitat, combinada amb la seva grandària, fan que sigui un dels pocs estels dels quals es pot obtenir una imatge del seu disc (vegeu-ne la imatge a la part inferior). Seria l'estel més brillant del cel nocturn si l'ull humà pogués veure totes les longituds d'ona de la radiació.
El nom és una corrupció de l'àrab يد الجوزا, yad al-jawzā, o 'la mà de qui és al centre', que durant l'edat mitjana i el Renaixement, en les traduccions al llatí, es convertí en Betelgeuse.
Es tracta d'una supergegant vermella de tipus espectral M1-2 i és una de les estrelles més grosses visibles a ull nu. Si Betelgeuse fos al centre del sistema solar, la seva superfície s'estendria més enllà del cinturó d'asteroides, envoltant completament les òrbites de Mercuri, Venus, la Terra, Mart, i possiblement Júpiter. No obstant això, hi ha altres supergegants vermelles a la Via Làctica que podrien ser més grans, com ara Mu Cephei, VV Cephei A, i VY Canis Majoris. Els càlculs de la seva gamma de masses lleugerament inferiors a deu o una mica més de vint vegades superior a la del sol. Es calcula que és a 640 anys llum, produint una magnitud absoluta de −6. Amb menys de 10 milions d'anys de vida, Betelgeuse ha evolucionat ràpidament per la seva alta massa. Havent estat expulsat del seu lloc de naixement de l'associació estel·lar OB1 d'Orió—que inclou les estrelles del cinturó d'Orió—aquesta estrella fugitiva s'ha observat que es mou a través del medi interestel·lar a una velocitat de 30 km/s, creant un xoc en arc de més de quatre anys llum d'amplada. Actualment en una fase final de l'evolució estel·lar, es preveu que la supergegant exploti com una supernova en els propers milions d'anys.
El 1920, Betelgeuse es va convertir en la primera estrella extrasolar en tenir la mida angular de la seva fotosfera mesurada. Diversos estudis posteriors coincideixen en un diàmetre angular (mida aparent) que van des de 0,042 a 0,056 segons d'arc, amb les diferències atribuïdes a la no esfericitat, enfosquiment vers el limbe, pulsacions, i una aparença diferent en diverses longituds d'ona. També està envoltat per un embolcall complex i asimètric aproximadament 250 vegades la mida de l'estrella, causada per la pèrdua de massa de l'estrella mateixa. El diàmetre angular de Betelgeuse només queda superat per R Doradus (i el sol).

## Nomenclatura
α Orionis (llatinitzat a Alpha Orionis) és la nomenclatura de Bayer de l'estrella. El nom tradicional Betelgeuse es deriva de la llengua àrab إبط الجوزاء Ibṭ al-Jauzā’, que significa 'l'axil·la d'Orió', o يد الجوزاء Yad al-Jauzā’, que significa 'la mà d'Orió' (vegeu més avall). El 2016, la Unió Astronòmica Internacional va organitzar un grup de treball sobre noms d'estrelles (WGSN) per catalogar i estandarditzar noms propis per a les estrelles. El primer butlletí de WGSN de juliol de 2016 que va incloure una taula dels dos primers lots de noms aprovats per la WGSN, que van incloure Betelgeuse per a aquesta estrella. Ara està introduït al catàleg de noms d'estrelles de la UAI.

## Història observacional
Betelgeuse i la seva coloració vermella s'ha observat des de l'antiguitat; l'astrònom clàssic Ptolemeu va descriure el seu color com a ὑπόκιρρος (hipókirros), terme que posteriorment va ser descrit per un traductor de Zij-i Sultani d'Ulugh Beg com a rubedo, que del llatí significa 'rubicund'. Al segle xix, abans dels sistemes moderns de classificacions estel·lars, Angelo Secchi incloïa Betelgeuse com un dels prototips per a les seves estrelles de classe III (taronja a vermell). Per contra, tres segles abans de Ptolemeu, els astrònoms xinesos van observar que Betelgeuse tenia una coloració groga; si és precís, aquesta observació podria suggerir que l'estrella estigués en una fase de supergegant groga al voltant de l'inici de l'era cristiana, una possibilitat donada la recerca actual sobre el complex entorn circumestel·lar d'aquestes estrelles. Va ser una de les primeres estrelles de les quals es va poder mesurar el seu diàmetre per mètodes interferomètrics i es va trobar que el diàmetre era variable, entre 290.000.000 km i 480.000.000 km. En el màxim diàmetre, l'estrella s'estendria més enllà de l'òrbita de Mart si ocupés el lloc del Sol.

### Descobriments recents

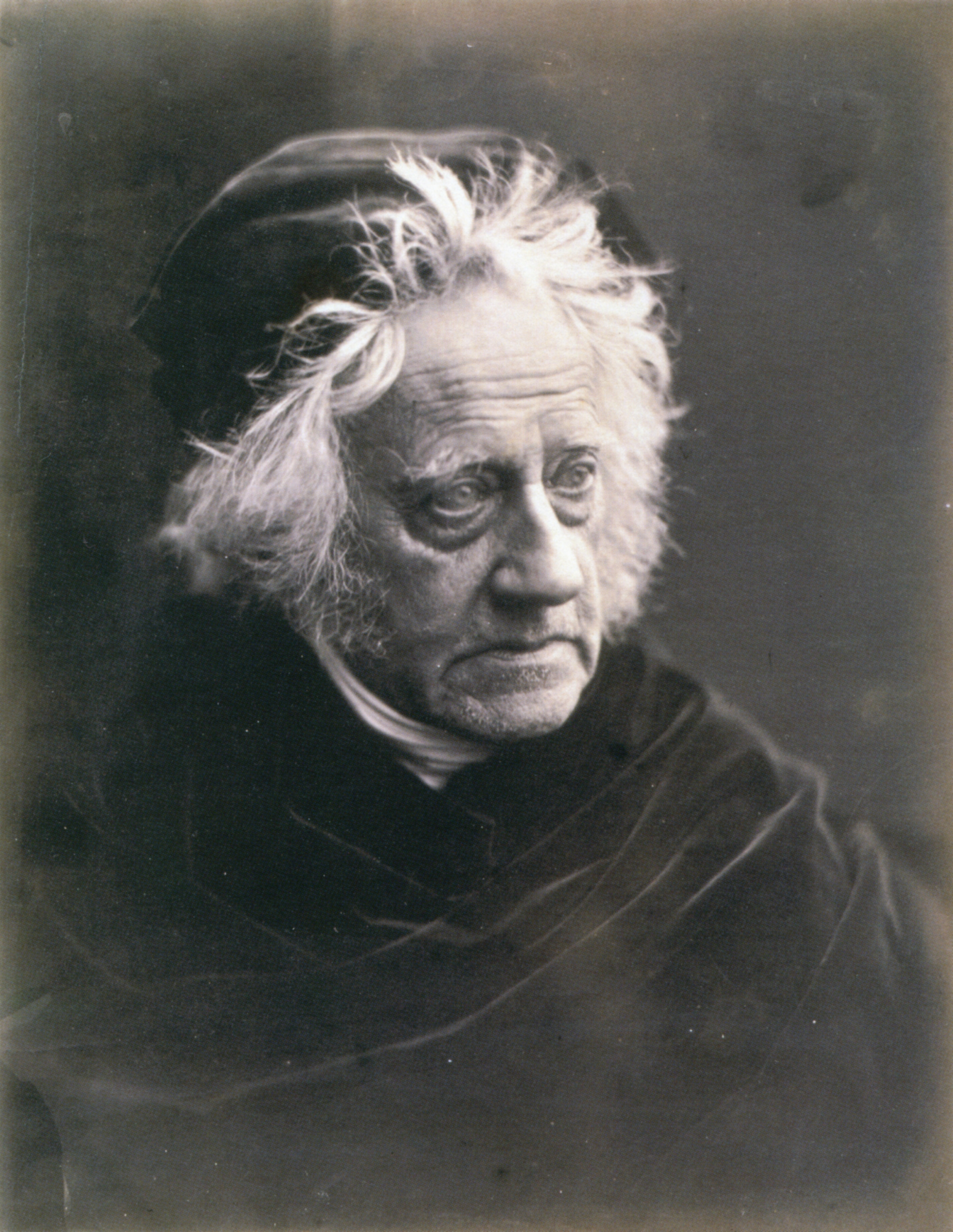
Sir John Herschel el 1867

La variació en la brillantor de Betelgeuse va ser descrita per primera vegada el 1836 per John Herschel, quan va publicar les seves observacions en Outlines of Astronomy. De 1836 a 1840, va notar canvis significatius de magnitud quan Betelgeuse va quedar fora de Rigel a l'octubre de 1837 i altre cop al novembre de 1839. Es va seguir un període de deu anys de descans; llavors, el 1849, Herschel va assenyalar un altre cicle curt de variabilitat, que va arribar al seu punt màxim el 1852. Els observadors posteriors van registrar inusualment màximes elevades amb un interval d'anys, però només petites variacions de 1957 a 1967. Els registres de l'Associació Americana d'Observadors d'Estrelles Variables (AAVSO) mostren una brillantor màxima de 0,2 en 1933 i 1942, i un mínim de 1,2, observat en 1927 i 1941. Aquesta variabilitat en la brillantor pot explicar per què Johann Bayer, amb la publicació de la seva Uranometria en 1603, va designar l'estrella alpha, ja que probablement rivalitzava amb el que normalment més brillant Rigel (beta). Des de les latituds àrtiques, el color vermell de Betelgeuse i la seva ubicació més alta al cel que Rigel va significar que els Inuit la consideraven més brillant, i tenia el nom local de Ulluriajjuaq "gran estrella".
El 1920, Albert Michelson i Francis Pease van muntar un interferòmetre de 6 metres sobre un telescopi de 2,5 metres a l'Observatori de Mount Wilson. Ajudats per John Anderson, van mesurar el diàmetre angular de Betelgeuse a 0,047", una xifra que va donar lloc a un diàmetre de 3,84 × 108 km (2,58 ua) basat en un valor de paral·laxi de 0,018". Tanmateix, els efectes d'enfosquiment i mesurament van donar lloc a una incertesa sobre la precisió d'aquestes mesures.
Els anys cinquanta i seixanta van veure dos esdeveniments que podrien afectar la teoria de convecció estel·lar en supergegants vermelles: els projectes Stratoscope i la publicació en 1958 de Structure and Evolution of the Stars, principalment el treball de Martin Schwarzschild i el seu company a la Universitat de Princeton, Richard Härm. Aquest llibre va difondre idees sobre com aplicar tecnologies informàtiques per crear models estel·lars, mentre que els projectes Stratoscope, mitjançant telescopis amb globus per sobre de la turbulència de la Terra, van produir algunes de les millors imatges de grànuls i taques solars mai vistes, confirmant així l'existència de convecció a l'atmosfera solar.

### Avenços d'imatges

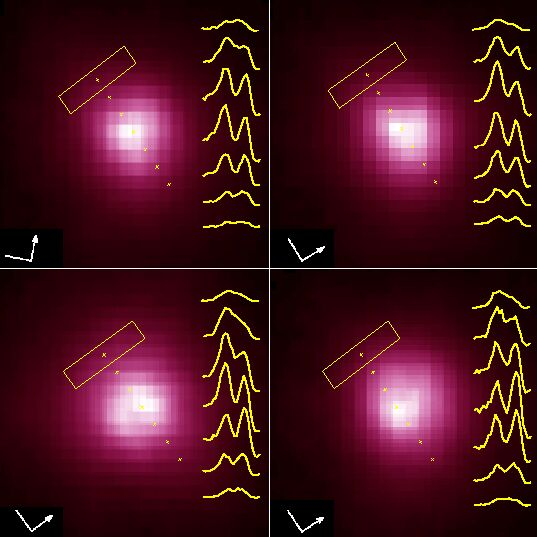
Imatges UV del HST el 1988/9 de Betelgeuse mostrant pulsacions asimètriques amb els corresponents perfils de línia espectral

Els astrònoms de la dècada de 1970 van experimentar alguns avanços importants en la tecnologia d'imatges astronòmiques amb l'invenció de l'interferometria de clapejat per part d'Antoine Labeyrie, un procés que va reduir significativament l'efecte borrós causat per la visió astronòmica. Va augmentar la resolució òptica dels telescopis terrestres, permetent mesures més precises de la fotosfera de Betelgeuse. Amb millores en el telescopi infraroig de Mount Wilson, Mount Locke i Mauna Kea a Hawaii, els astrofísics van començar a mirar cap a les complexes closques circumestel·lars que envoltaven la supergegant, fent que sospitessin de la presència d'enormes bombolles de gas resultants de la convecció. Però no va ser fins a finals de la dècada de 1980 i principis de la dècada de 1990, quan Betelgeuse es va convertir en un objectiu habitual d'interferometria amb màscara d'obertura, malgrat els avenços que es van produir amb la fotografia de llum visible i infraroja. Per primer cop John E. Baldwin i companys del Grup d'Astrofísica Cavendish, la nova tècnica va emprar una petita màscara amb diversos forats en el pla de la pupil·la del telescopi, convertint l'obertura en una matriu interferomètrica ad-hoc. La tècnica va aportar algunes de les mesures més precises de Betelgeuse alhora que mostrava punts brillants a la fotosfera de l'estrella. Aquestes van ser les primeres imatges òptiques i infraroges d'un disc estel·lar que no fos el sol, preses primer per interferòmetres terrestres i posteriorment a partir d'observacions d'alta resolució del telescopi COAST. Els "pegats brillants" o "punts d'interès" observats amb aquests instruments semblava corroborar una teoria exposada per Schwarzschild dècades abans de les cel·lulès de convecció massives dominant la superfície estel·lar.
El 1995, la càmera d'objectes febles del Telescopi espacial Hubble va capturar una imatge ultraviolada amb una resolució superior a la obtinguda per interferòmetres terrestres—la primera imatge convencional del telescopi (o "imatge directa" en la terminologia de la NASA) del disc d'una altra estrella. Com que la llum ultraviolada és absorbida per l'atmosfera de la Terra, les observacions en aquestes longituds d'ona són millor realitzades per telescopis espacials. Igual que les imatges anteriors, aquesta imatge contenia un pegat brillant que indicava una regió al quadrant sud-oest 2.000 K més calenta que la superfície estel·lar. Els espectres ultraviolats posteriors realitzats amb l'espectrògraf d'alta resolució Goddard van suggerir que el punt calent era un dels pols de rotació de Betelgeuse. Això donaria a l'eix de rotació una inclinació d'uns 20° a la direcció de la Terra, i un angle de posició del Nord celeste de 55°.

### Estudis recents
En un estudi publicat el desembre de 2000, es va mesurar el diàmetre de l'estrella amb l'Interferòmetre Espacial Infraroig (ISI) a longituds d'ona de l'infraroig mig produint una estimació enfosquida de les extremitats de 55,2 ± 0,5 mil·lisegons d'arc (mas)—una xifra totalment coherent amb les troballes de Michelson vuitanta anys abans. En el moment de la seva publicació, la paral·laxi estimada de la missió Hipparcos va ser de 7,63 ± 1,64 mas, produint un radi estimat per a Betelgeuse de 3,6 ua. Tanmateix, un estudi interferomètric infraroig publicat el 2009 va anunciar que l'estrella s'havia reduït en un 15% des del 1993 a un ritme creixent sense una disminució significativa de magnitud. Les observacions posteriors suggereixen que la contracció aparent pot ser deguda a l'activitat de la closca en l'ambient estès de l'estrella.
A més del diàmetre de l'estrella, han sorgit dubtes sobre la complexa dinàmica de l'ambient estès de Betelgeuse. La massa que compon les galàxies és reciclada com les estrelles es formen i destrueixen, i les supergegants vermelles són les principals contribuents, però el procés pel qual es perd la massa continua sent un misteri. Amb els avanços en metodologies interferomètriques, els astrònoms poden estar a punt de resoldre aquest problema. Al juliol de 2009, les imatges publicades per l'Observatori Europeu Austral, preses pel l'interferòmetre terrestre del Very Large Telescope (VLTI), va mostrar un extens llom de gas que s'estenia 30 ua des de l'estrella fins a l'ambient circumdant. Aquesta expulsió de massa era igual a la distància entre el Sol i Neptú i és un dels múltiples esdeveniments que es produeixen a l'ambient circumdant de Betelgeuse. Els astrònoms han identificat almenys sis closques que envolten Betelgeuse. Resoldre el misteri de la pèrdua massiva en els últims estadis de l'evolució d'una estrella pot revelar els factors que precipiten les morts explosives d'aquests gegants estel·lars.

## Visibilitat

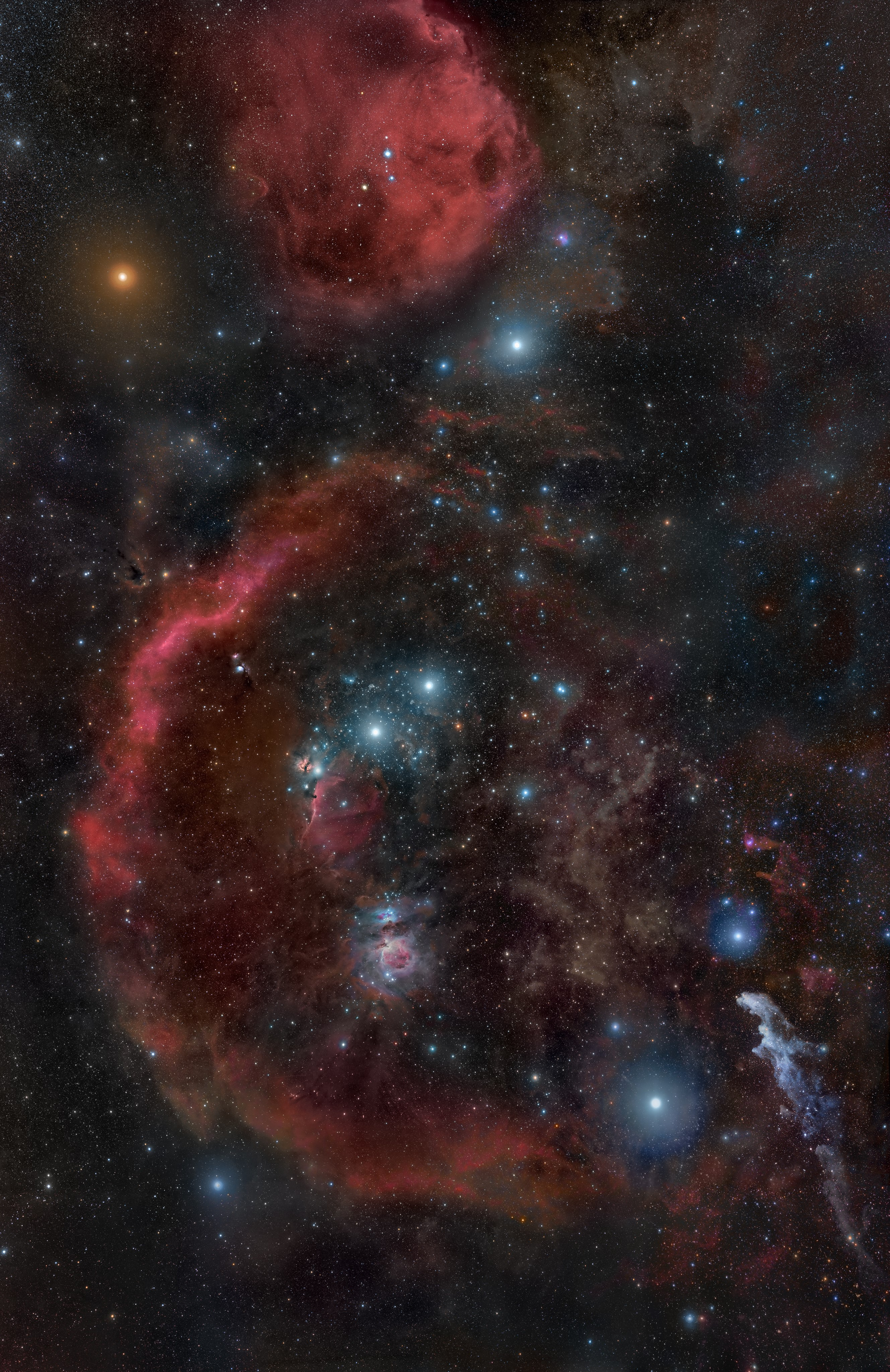
Imatge que mostra Betelgeuse i les denses nebuloses del complex de núvols moleculars d'Orió (Rogelio Bernal Andreo)

En el cel nocturn, Betelgeuse és fàcil de detectar a ull nu a causa del seu color taronja-vermell distintiu. A l'hemisferi nord, a partir de gener de cada any, es pot veure pujant a l'est just després del capvespre. De mitjans de setembre a mitjans de març (millor a mitjan desembre), és visible a pràcticament totes les regions habitades del món, excepte algunes estacions d'investigació a l'Antàrtida a latituds al sud de 82°. Al maig (latituds moderades del nord) o juny (latituds meridionals), la supergegant vermella es pot veure breument a l'horitzó occidental després del capvespre, que torna a aparèixer alguns mesos més tard a l'horitzó oriental abans de la sortida del Sol. En el període intermedi (juny-juliol) és invisible a simple vista (només visible amb un telescopi a la llum del dia), llevat que al voltant del migdia (quan el sol estigui per sota de l'horitzó) a les regions antàrtiques entre latitud 70° i 80° sud.
Betelgeuse és una estrella variable la brillantor de la qual varia entre 0,0 i 1,3. Hi ha períodes en què superarà Proció per convertir-se en la setena estrella més brillant, i de tant en tant encara més brillant. Quan és feble Betelgeuse pot quedar darrere de Deneb i Mimosa, ambdues lleugerament variables, per ser la vintena estrella més brillant.
Betelgeuse té un índex de color (B–V) de 1,85—una xifra que apunta al seu "enrogiment" avançat. La fotosfera té una atmosfera estesa, que mostra línies fortes d'emissió enlloc d'absorció, un fenomen que es produeix quan una estrella està envoltada per un entorn gasós gruixut (en lloc d'ionitzat). Aquesta atmosfera gasosa ampliada s'ha observat allunyant-se i apropant-se a Betelgeuse, depenent de les fluctuacions de la velocitat radial a la fotosfera. Betelgeuse és la font més propera al infraroig més brillant del cel amb una magnitud en banda J de −2,99. Com a resultat, només un 13% del total d'energia radiant de l'estrella s'emet en forma de llum visible. Si els ulls humans fossin sensibles a la radiació en totes les longituds d'ona, Betelgeuse apareixeria com l'estrella més brillant del cel.

### Sistema estel·lar
Diversos catàlegs inclouen fins a nou febles companys visuals a Betelgeuse. Estan a distàncies de al voltant d'un a quatre minuts d'arc i tots són més febles que la desena magnitud. Betelgeuse generalment es considera una sola estrella aïllada i una estrella fugaç, que actualment no està associada amb cap clúster o regió de formació d'estrelles, encara que el seu lloc de naixement no és clar.
S'han proposat dos companys espectroscòpics a l'estrella vermella supergegant. L'anàlisi de les dades de polarització entre 1968 i 1983 van indicar un company proper amb una òrbita periòdica d'uns 2,1 anys. Utilitzant interferometria de clapejat, l'equip va arribar a la conclusió que el més proper dels dos companys estava situat a 0,06″±0,01″ (~9 ua) des de l'estrella principal amb angle de posició (PA) de 273 graus, una òrbita que potencialment la situaria dins de la cromosfera de l'estrella. Es va estimar el company més llunyà a 0,51″±0,01″ (~77 ua) amb un PA de 278 graus. Els altres estudis no han trobat proves per a aquests companys o han refutat activament la seva existència, però mai s'ha descartat completament la possibilitat que un company proper contribueixi al flux general. L'interferometria d'alta resolució de Betelgeuse i la seva proximitat, molt més enllà de la tecnologia dels anys vuitanta i noranta, no han detectat cap company.

### Mesures de distància

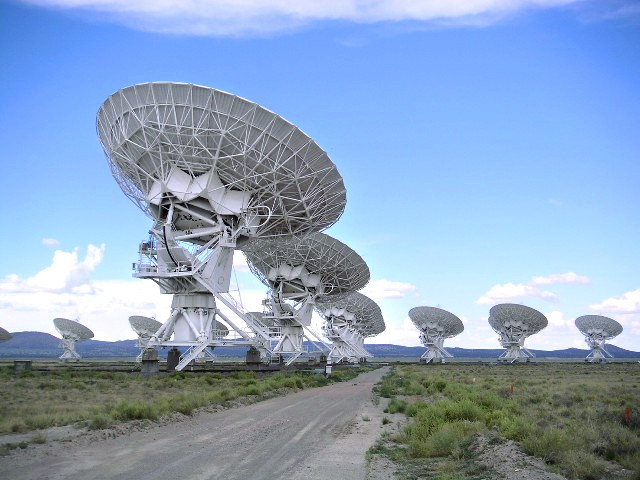
Very Large Array de la NRAO va ser utilitzat per obtenir l'estimació de distància de Betelgeuse el 2008

La paral·laxi és el canvi aparent de la posició d'un objecte, mesurat en segons d'arc, causat pel canvi de posició de l'observador de l'objecte. A mesura que la Terra orbita el Sol, cada estrella observada es desplaça per una fracció d'un segon arc, la qual cosa aquesta mesura, juntament amb la línia de base proporcionada per l'òrbita de la Terra, dona la distància a aquesta estrella. Des de la primera mesura amb èxit de paral·laxi per Friedrich Bessel el 1838, els astrònoms han estat desconcertats per la distància aparent de Betelgeuse. El coneixement de la distància de l'estrella millora la precisió d'altres paràmetres estel·lars, com ara la lluminositat que, quan es combina amb un diàmetre angular, es pot utilitzar per calcular el radi físic i la temperatura efectiva; la lluminositat i abundàncies isotòpiques també es poden utilitzar per estimar l'edat i massa estel·lar. El 1920, quan es van realitzar els primers estudis interferomètrics sobre el diàmetre de l'estrella, el paral·laxi suposat era de 0,0180 segons d'arc. Això es va equiparar a una distància de 56 parsecs (pc) o aproximadament 180 anys llum (al), produint no només un radi imprecís per a l'estrella, sinó també qualsevol altra característica estel·lar. Des de llavors, hi ha hagut un treball continu per mesurar la distància de Betelgeuse, amb distàncies tan altes proposades com 400 pc o uns 1.300 al.
Abans de la publicació del Catàleg d'Hiparc (1997), hi va haver dos mesuraments de paral·laxi conflictius de Betelgeuse. El primer, el 1991, va donar una paral·laxi de π = 9,8 ± 4,7 mas, donant una distància d'aproximadament 102 pc o 330 al. El segon va ser el Hipparcos Input Catalogue (1993) amb una paral·laxi trigonomètrica de π = 5 ± 4 mas, una distància de 200 pc o 650 al. Atesa aquesta incertesa, els investigadors van adoptar per una àmplia gamma d'estimacions de distància, el que va provocar diferències significatives en el càlcul dels atributs de l'estrella.
Els resultats de la missió Hipparcos van ser publicades el 1997. El paral·laxi mesurat de Betelgeuse va ser de π = 7,63 ± 1,64 mas, que equival a una distància de 131 pc o aproximadament 430 al, i tenia un error més petit que les mesures anteriors. No obstant això, l'avaluació posterior dels mesuraments de paral·laxi Hipparcos per a estrelles variables com Betelgeuse es va descobrir que la incertesa d'aquestes mesures havia estat subestimada. El 2007, va ser calculada una xifra millorada de π =6,55±0,83, per tant, amb un factor d'error molt més estricte produint una distància d'aproximadament 152±20 pc o 520±73 al.
El 2008, utilitzant el Very Large Array (VLA), es va produir una solució de ràdio de π =5,07±1,10, igualant una distància de 197±45 pc o 643±146 al. Segons l'investigador Harper, destaca: "La paral·laxi Hipparcos revisada condueix a una distància superior de (152±20 pc) que l'original; no obstant això, la solució astromètrica encara requereix un significatiu soroll còsmic de 2,4 mas. Davant d'aquests resultats, és clar que les dades d'Hipparcos encara contenen errors sistemàtics d'origen desconegut." Encara que les dades de ràdio també tenen errors sistemàtics, la solució Harper combina els conjunts de dades amb l'esperança de mitigar aquests errors. Un resultat actualitzat de les observacions posteriors amb ALMA i e-Merlin dona una paral·laxi de 4,51±0,8 mas i una distància de 222+34
−48 pc. Altres observacions han donat lloc a una paral·laxi lleugerament revisada de 4,51±0,80.
Encara que en la actual missió Gaia de l'Agència Espacial Europea no estava previst que produeixi bons resultats per a les estrelles més brillants que el límit de saturació aproximat de V=6 dels instruments de la missió, l'operació real ha mostrat un bon rendiment en els objectes a una magnitud aproximada de +3. Les observacions forçoses d'estrelles més brillants fan que els resultats finals estiguin disponibles per a totes les estrelles brillants i un paral·laxi per a Betelgeuse es publicarà amb un ordre de magnitud més precís que el disponible actualment.

### Variabilitat

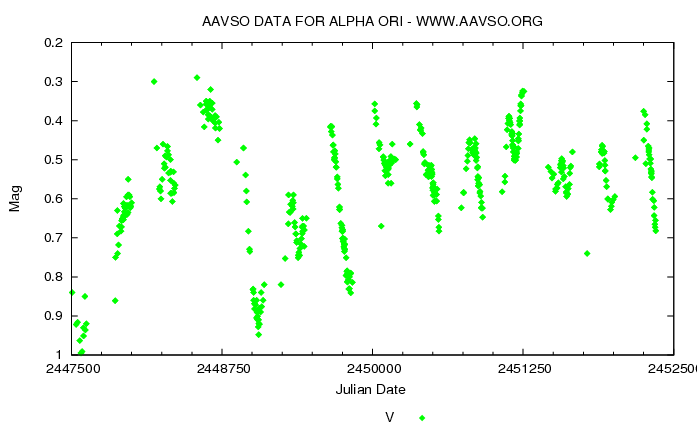
Corba de llum en banda V de l'Associació Americana d'Observadors d'Estrelles Variables de Betelgeuse (Alpha Orionis) des de desembre de 1988 fins a l'agost de 2002

Betelgeuse està classificada com una estrella variable semiregular, indicant que es detecta una certa periodicitat en els canvis de brillantor, però les amplituds poden variar, els cicles poden tenir longituds diferents, i hi pot haver estancaments o períodes d'irregularitat. Se situa en el subconjunt SRc; aquests són supergegants vermelles pulsants amb amplituds al voltant d'una magnitud i períodes de desenes a centenars de dies.
Betelgeuse sol mostrar només petits canvis de brillantor propers a la magnitud +0,5, encara que en els seus extrems pot arribar a ser tan brillant com la magnitud 0,0 o tan feble com la magnitud +1,3. Betelgeuse apareix a la llista del Catàleg General d'Estrelles Variables amb un possible període de 2.335 dies. Les anàlisis més detallades han mostrat un període principal proper als 400 dies i un període secundari més llarg al voltant de 2.100 dies.
Les pulsacions radials de les supergegants vermelles estan ben modelades i mostren que els períodes d'uns quants centenars de dies solen passar a causa de la pulsació fonamental i primer sobretò. Les línies a l'espectre de Betelgeuse mostren canvis Doppler indicant canvis de velocitat radial corresponent, molt a prop, als canvis de lluminositat. Això demostra la naturalesa de les pulsacions en grandària, tot i que la temperatura i variacions espectrals corresponents no es veuen clarament. També van ser mesurades directament les variacions del diàmetre de Betelgeuse.
Es desconeix la font dels llargs períodes secundaris, però certament no es deuen a pulsacions radials. Les observacions interferomètriques de Betelgeuse van mostrar zones que es creu que es creen mitjançant cèl·lules de convecció massives, una fracció significativa del diàmetre de l'estrella i cadascuna emeten un 5-10% de la llum total de l'estrella. Una teoria per explicar llargs períodes secundaris és que són causats per l'evolució d'aquestes cèl·lules combinades amb la rotació de l'estrella. Altres teories inclouen interaccions binàries properes, activitat magnètica cromosfèrica que influeixen en la pèrdua massiva, o en pulsacions no radials com ara els modes g.
A més dels períodes discrets dominants, s'observen variacions estocàstiques de petita amplitud. Es proposa que això es deu a granulació, similar al mateix efecte sobre el sol, però a una escala molt més gran. Els aborígens des del Gran Desert de Victòria de l'Austràlia Meridional, van observar la variabilitat de Betelgeuse i la van incorporar a les seves tradicions orals com Nyeeruna (Orió). Nyeeruna genera màgia de foc a la seva mà dreta (Betelgeuse) per accedir a les germanes Yugarilya de les Plèiades, però la germana major Kambugudha (Híades) li impedeix fer-ho, que li llença sorra a la cara, fent que la seva màgia de foc es dissipi en la seva humiliació. Això es descriu en la tradició oral com un procés cíclic, amb la mà dreta de Nyeeruna il·luminant i esvaint-se amb el pas del temps.

### Diàmetre
El 13 de desembre de 1920, Betelgeuse es va convertir en la primera estrella fora del sistema solar en tenir mesurada la mida angular de la seva fotosfera. Encara que la interferometria encara estava en la seva infància, l'experiment va ser un èxit. Els investigadors, utilitzant un model de disc uniforme, van determinar que Betelgeuse tenia un diàmetre de 0,047 segons d'arc, tot i que el disc estel·lar era probablement un 17% més gran a causa de l'enfosquiment vers el limbe, donant lloc a una estimació del seu diàmetre angular aproximat de 0,055". Des d'aleshores, altres estudis van produir diàmetres angulars que van des de 0,042 a 0,069 segons d'arc. Combinant aquestes dades amb les estimacions de distància històriques d'estimacions entre 180 i 815 al i un radi projectat del disc estel·lar entre 1,2 i 8,9 ua. Utilitzant el sistema solar per comparar, l'òrbita de Mart està a 1,5 ua, Ceres al cinturó d'asteroides uns 2,7 ua, Júpiter 5,5 ua—per tant, suposant que Betelgeuse ocupi el lloc del Sol, la seva fotosfera podria allargar-se més enllà de l'òrbita joviana, sense arribar a la de Saturn a 9,5 AU.

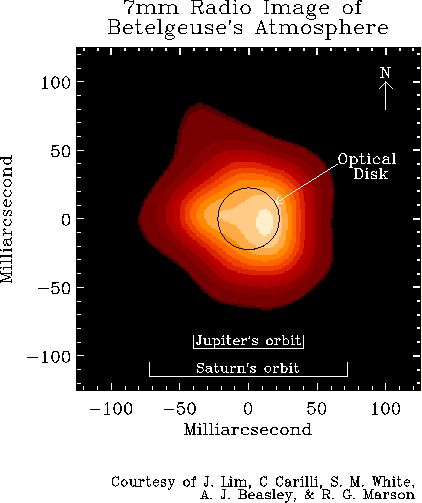
Imatge de ràdio el 1998 (pre-Harper) mostrant la mida de la fotosfera de Betelgeuse (cercle) i l'efecte de les forces convectives a l'atmosfera de l'estrella

El diàmetre precís ha estat difícil de definir per diversos motius:
1. Betelgeuse és una estrella polsant, de manera que el seu diàmetre canvia amb el temps;
2. L'estrella no té una "vora" definible a mesura que l'enfosquiment vers el limbe fa que les emissions òptiques variïn en color i disminueixi, com més lluny s'estén des del centre;
3. Betelgeuse està envoltada per un embolcall circumestel·lar compost de matèria expulsada de l'estrella—matèria que absorbeix i emet llum— cosa que dificulta definir la fotosfera de l'estrella;[42]
4. Les mesures es poden prendre en diferents longituds d'ona en l'espectre electromagnètic i la diferència en els diàmetres obtinguts pot ser fins a un 30–35%, tot i que comparar una troballa amb una altra és difícil, ja que la grandària aparent de l'estrella difereix depenent de la longitud d'ona utilitzada.[42] Els estudis han demostrat que el diàmetre angular mesurat és considerablement més gran a les longituds d'ona ultraviolades, disminueix a través del visible a un mínim en el infraroig proper i augmenta de nou en l'espectre d'infraroig mig;[37][73][74]
5. El parpelleig atmosfèric limita la resolució obtinguda dels telescopis terrestres, ja que la turbulència degrada la resolució angular.[32]

Per superar aquests reptes, els investigadors han emprat diverses solucions. L'interferometria astronòmica, concebuda per Hippolyte Fizeau el 1868, va ser el concepte seminal que ha permès millores importants en els telescopis moderns i va portar a la creació de l'interferòmetre de Michelson en la dècada de 1880, i la primera mesura reeixida de Betelgeuse. Igual que la percepció de la profunditat humana augmenta quan hi ha dos ulls en lloc d'un perceben un objecte, Fizeau proposa l'observació d'estrelles a través de dues obertures en lloc d'una per obtenir interferències que proporcionaria informació sobre la distribució d'intensitat espacial de l'estrella. La ciència ha evolucionat ràpidament i els interferòmetres d'obertura múltiple s'utilitzen ara per capturar imatges tacades, que es sintetitzen utilitzant l'anàlisi de Fourier per produir un retrat d'alta resolució. Va ser aquesta metodologia la que va identificar els punts calents de Betelgeuse en els anys noranta. Altres avenços tècnics inclouen l'òptica adaptativa, Els observatoris espacials com l'Hipparcos, el Hubble i l'Spitzer, i l'Astronomical Multi-BEam Recombiner (AMBER), que combina els feixos de tres telescopis alhora, permetent als investigadors assolir una resolució espacial en mil·liarcosegons.
La part de l'espectre electromagnètic—el visible, infraroig proper (NIR) o infraroig mitjà (MIR)—que produeix la mesura angular més precisa encara és font de debat. El 1996, Betelgeuse va demostrar tenir un disc uniforme de 56,6 ± 1,0 mas. L'any 2000, l'equip del SSL va produir una altra mesura de 54,7 ± 0,3 mas, ignorant la possible contribució dels punts calents, que són menys visibles en l'infraroig mitjà. També es va incloure un fons teòric de l'enfosquiment vers el limbe, amb un diàmetre de 55,2 ± 0,5 mas. L'estimació anterior dona un radi de més o menys 5,6 ua o 1200 R☉, assumint la distància de Harper el 2008 de 197,0 ± 45 pc, una xifra aproximadament de la grandària de l'òrbita joviana de 5,5 ua, publicada el 2009 a l'Astronomy Magazine i un any més tard a l'Astronomy Picture of the Day de la NASA.

Un equip d'astrònoms que treballen a l'infraroig proper van anunciar el 2004, que la mesura fotogràfica més precisa era de 43,33 ± 0,04 mas. L'estudi també exposa una explicació de perquè les diferents longituds d'ona de visible a l'infraroig mitjà produeixen diferents diàmetres: l'estrella es veu a través d'una atmosfera ample i càlida. A curtes longituds d'ona (l'espectre visible) l'atmosfera deixa dispersar la llum, augmentant lleugerament el diàmetre de l'estrella. A longituds d'ona properes a l'infraroig (bandes K i L), la dispersió és insignificant, de manera que es pot veure directament la fotosfera clàssica; a l'infraroig mitjà, la dispersió augmenta una vegada més, fent que l'emissió tèrmica de l'ambient càlid augmenti el diàmetre aparent. 

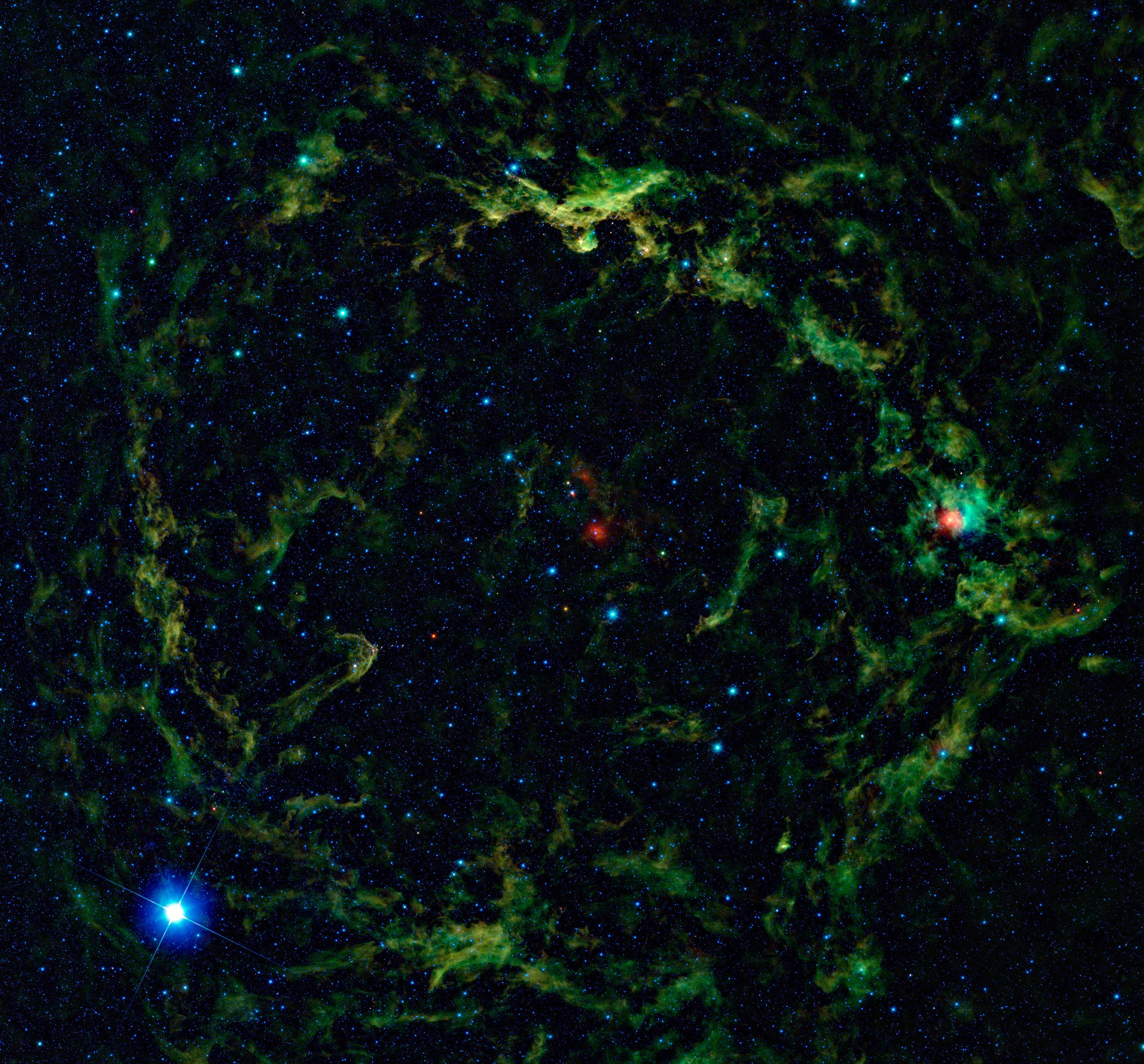
Imatge infraroja de Betelgeuse, Meissa i Bellatrix amb nebulae als voltants

Uns estudis amb l'IOTA i el VLTI publicats el 2009 van donar un fort suport a l'anàlisi de Perrin i van obtenir diàmetres que van des de 42,57 als 44,28 mas amb marges d'error relativament insignificants. El 2011, una tercera estimació de l'infraroig proper corrobora les xifres de 2009, aquesta vegada mostrant un diàmetre de disc obscurit per les extremitats 42,49 ± 0,06 mas. En conseqüència, si es combina la distància menor d'Hipparcos de van Leeuwen de 152 ± 20 pc amb la mesura angular de Perrin 43,33 mas, es calcula una estimació fotosfèrica d'infraroig proper de 3,4 ua o 730 R☉. Un article de 2014 va declarar un diàmetre angular de 42,28 mas (equivalent a un disc uniforme de 41,01 mas) utilitzant observacions de banda H i K realitzades amb l'instrument AMBER del VLTI.
Coincidint amb aquesta discussió, es va anunciar el 2009, que el radi de Betelgeuse s'havia reduït del 1993 al 2009 en un 15%, amb la mesura angular de 2008 resultant en 47,0 mas, no gaire lluny de l'estimació de Perrin. A diferència de la majoria de documents anteriors, aquest estudi va incloure un període de 15 anys a una longitud d'ona específica. Els estudis anteriors solen durar d'un a dos anys per comparació i han explorat múltiples longituds d'ona, sovint produint resultats molt diferents. La disminució en la mida aparent de Betelgeuse equival a una gamma de valors entre 56,0 ± 0,1 mas vist el 1993 a 47,0 ± 0,1 mas el 2008—una contracció de gairebé 0,9 ua en 15 anys. El que no es coneix és si aquesta observació és evidència d'una expansió rítmica i contracció de la fotosfera de l'estrella tal com els astrònoms han teoritzat, i si és així, quin seria el cicle periòdic, encara que Townes va suggerir que si existeix un cicle, probablement és d'unes dècades de durada. Altres possibles explicacions són protrusions fotosfèriques a causa de convecció o d'una estrella que no és esfèrica, sinó que és asimètrica que causa l'aparença d'expansió i contracció quan l'estrella gira sobre el seu eix.
El debat sobre les diferències entre les mesures en l'infraroig mitjà, que suggereix una possible expansió i contracció de l'estrella, i el infraroig proper, que defensa un diàmetre fotosfèric relativament constant, encara no s'ha resolt. En un article publicat el 2012, l'equip de Berkeley va informar que les seves mesures eren "dominades pel comportament d'un material fresc i òpticament dens sobre la fotosfera estel·lar," indicant que l'aparent expansió i contracció es pot deure a l'activitat a les closques exteriors de l'estrella i no a la pròpia fotosfera. Aquesta conclusió, si es confirma encara més, suggereix un diàmetre angular mitjà per Betelgeuse més proper a l'estimació de Perrin a 43,33 segons d'arc, d'aquí un radi estel·lar d'aproximadament 3,4 ua (730 R☉) suposant que la distància d'Hipparcos és menor de 498 ± 73 al en lloc de l'estimació d'en Harper a 643 ± 146 al. La missió Gaia pot aclarir els supòsits utilitzats actualment en el càlcul de la mida del disc estel·lar de Betelgeuse.
Una vegada considerat el major diàmetre angular de qualsevol estrella en el cel després del sol, Betelgeuse va perdre aquesta distinció el 1997 quan un grup d'astrònoms va mesurar R Doradus amb un diàmetre de 57,0 ± 0,5 mas, encara que R Doradus, estant molt més a prop de la Terra al voltant 200 al, té un diàmetre lineal aproximadament un terç de Betelgeuse.
Els radis generalment anunciats de les grans estrelles fresques són radis de Rosseland, definits com el radi de la fotosfera a una profunditat òptica específica de dos terços. Això correspon al radi calculat a partir de la temperatura efectiva i la lluminositat bolomètrica. El radi Rosseland difereix de radis directament mesurats, però hi ha factors de conversió àmpliament utilitzats en funció de la longitud d'ona utilitzada per a les mesures angulars. Per exemple, un diàmetre angular mesurat de 55,6 mas correspon a un diàmetre mitjà de Rosseland de 56,2 mas. El radi Rosseland deriva de mesuraments angulars de la fotosfera de l'estrella en comptes d'un embolcall estès de 887 R☉.

## Propietats
1. Mercuri < Mart < Venus < Terra
2. Terra < Neptú < Urà < Saturn < Júpiter
3. Júpiter < Pròxima del Centaure < Sol < Sírius
4. Sírius < Pòl·lux < Arcturus < Aldebaran
5. Aldebaran < Rigel < Antares < Betelgeuse
6. Betelgeuse < Mu Cephei < VV Cephei A < VY Canis Majoris

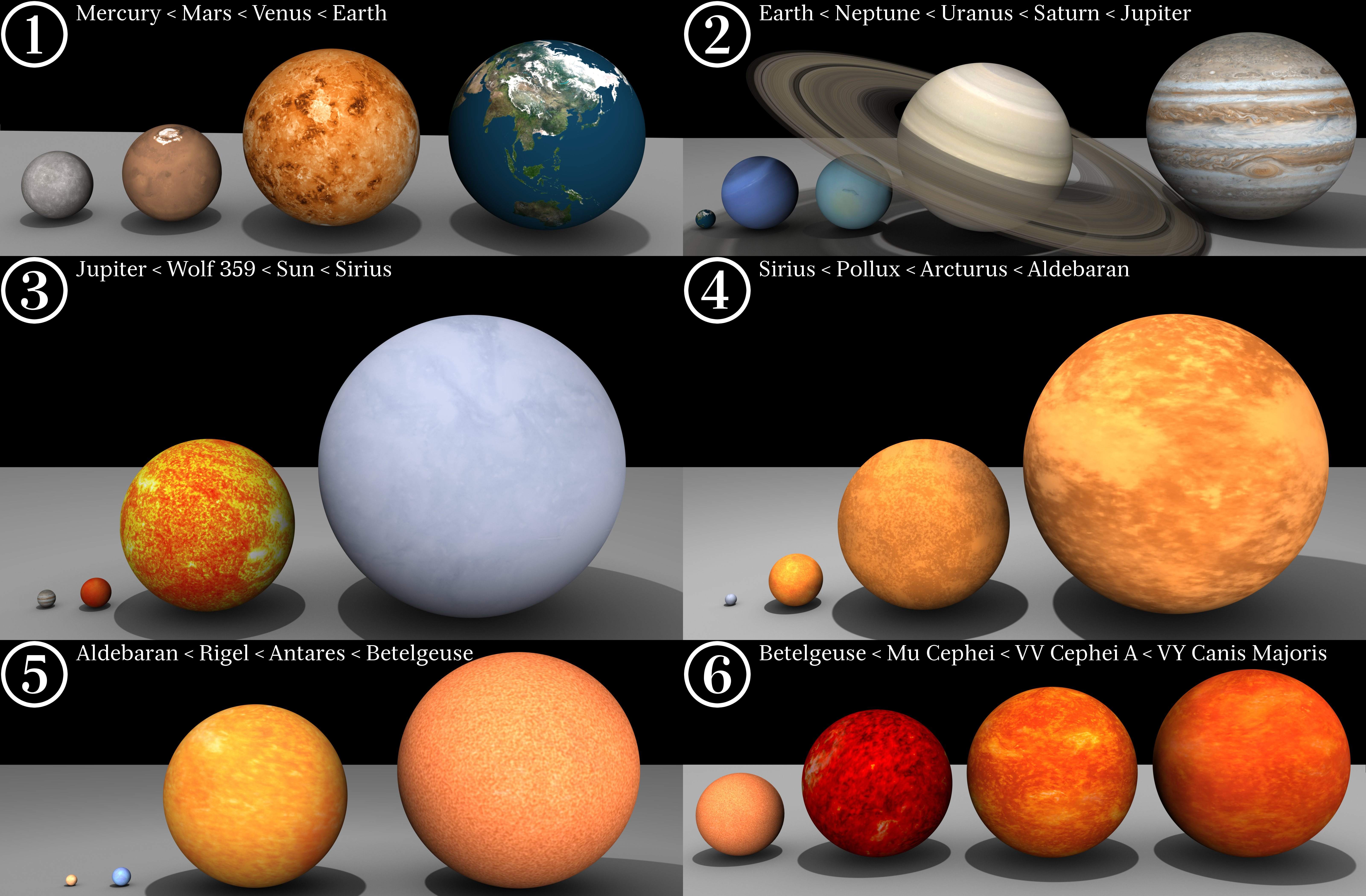
(Juliol de 2008, actualitzat). Mides relatives dels planetes del sistema solar i diverses estrelles, incloent Betelgeuse:

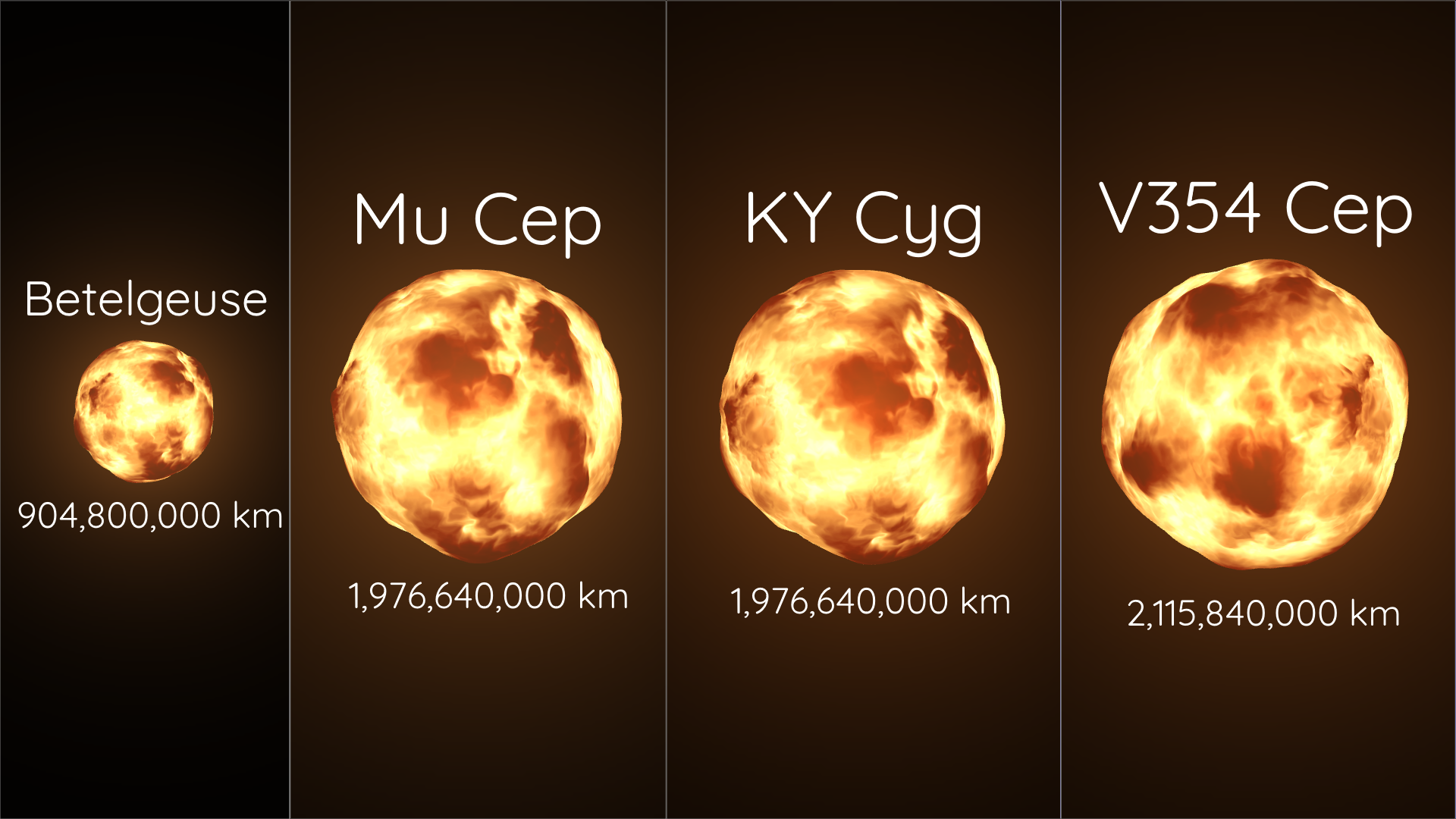
Comparació de mida de Betelgeuse, Mu Cephei, KY Cygni, i V354 Cephei, segons Emily Levesque.

Betelgeuse és una estrella molt gran, lluminosa però fresca classificada com a supergegant vermella M1-2 Ia-ab. La lletra "M" en aquesta designació vol dir que és una estrella vermella pertanyent al tipus espectral de classe M i, per tant, té una temperatura fotosfèrica relativament baixa; el sufix de "Ia-ab" mostra una classe de lluminositat indica que es tracta d'un supergegant de lluminositat intermèdia, amb propietats entre una supergegant normal i una de lluminosa. Des de 1943, l'espectre de Betelgeuse ha servit com un dels punts d'ancoratge estables pels quals es classifiquen altres estrelles.
La incertesa en la temperatura de la superfície, el diàmetre i la distància de la superfície dificulta l'assoliment d'una mesura precisa de la lluminositat de Betelgeuse, però la investigació del 2012 cita una lluminositat al voltant de L☉, suposant una distància de 200 pc. Els estudis des de 2001 informen de temperatures efectives que van des de 3.250 fins a 3.690 K. Els valors fora d'aquest interval que s'han informat prèviament es creu que gran part de la variació és real, a causa de les pulsacions a l'atmosfera. L'estrella també és un rotador lent i la velocitat més recent registrada va ser de 5 km/s—molt més lent que Antares que té una velocitat de rotació de 20 km/s. El període de rotació depèn de la mida i l'orientació de Betelgeuse a la Terra, però s'ha calculat que cal prendre 8,4 anys per girar completament en el seu eix.
L'any 2004, els astrònoms que utilitzaven simulacions per ordinador especulaven que, encara que Betelgeuse no girava, podria presentar activitat magnètica a gran escala en la seva atmosfera estesa, un factor on els camps, fins i tot moderadament forts, podrien tenir una influència significativa sobre les propietats de la pols, el vent i la pèrdua de massa de l'estrella. Una sèrie d'observacions espectropolarimètriques obtingudes el 2010 amb el Telescopi Bernard Lyot a l'observatori del Pic del Migdia van revelar la presència d'un camp magnètic feble a la superfície de Betelgeuse, el que suggereix que els moviments convectius gegants d'estrelles supergegants poden activar l'aparició d'un efecte dinamo a petita escala.

### Massa
Betelgeuse no té companys orbitals coneguts, per la qual cosa la seva massa no es pot calcular mitjançant aquest mètode directe. Les estimacions massives modernes a partir de la modelització teòrica han produït valors de 9,5–21 M☉, amb valors de 5 M☉–30 M☉ d'estudis vells. Es va calcular que Betelgeuse va començar la seva vida com a estrella amb 15–20 M☉, basat en una lluminositat solar de 90.000–150.000. Es va proposar un nou mètode per determinar la massa de supergegant el 2011, argumentant per una massa estel·lar actual de 11,6 M☉ amb un límit superior de 16,6 i inferior a 7,7 M☉, basat en observacions del perfil d'intensitat de l'estrella a partir de la interferometria de banda estreta H i utilitzant una mesura fotosfèrica d'aproximadament 4,3 ua o 955 R⊙. Les simulacions seguint les pistes evolutives dona una massa actual de 19,4–19,7 M☉, des d'una massa inicial de 20 M☉.

### Moviment

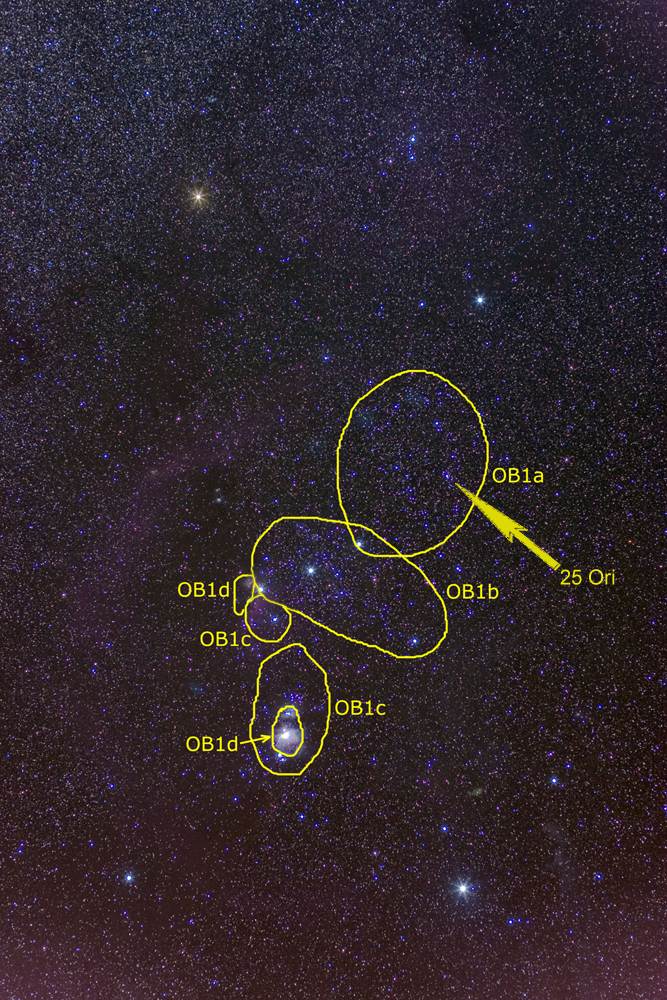
Associació estel·lar OB1 d'Orió

La cinemàtica de Betelgeuse és complex. L'edat de les supergegants de classe M amb una massa inicial de 20 M☉ és d'aproximadament 10 milions d'anys. A partir de la seva posició actual i el moviment, una projecció cap enrere situaria Betelgeuse a 290 parsecs més enllà del pla galàctic—una ubicació implausible, ja que no n'hi ha allà una regió de formació d'estrelles. A més, la ruta projectada de Betelgeuse no sembla d'intersecció amb la subassociació de 25 Ori o el clúster de la nebulosa d'Orió molt més jove (ONC, també conegut com a Ori OB1d), sobretot des dels resultats en astrometria del Very Long Baseline Array mostren una distància de Betelgeuse a la ONC d'entre 389 i 414 parsecs. En conseqüència, és probable que Betelgeuse no sempre hagi tingut el seu moviment actual a través de l'espai, sinó que ha canviat de curs en un moment o altre, possiblement el resultat d'una explosió estel·lar propera. Una observació de l'Observatori Espacial Herschel el gener de 2013 va revelar que els vents de l'estrella s'estavellaven contra el medi interestel·lar circumdant.
L'escenari de formació d'estrelles més probable per a Betelgeuse és que és una estrella fugitiva de l'Associació estel·lar OB1 d'Orió. Originalment com a membre d'un sistema múltiple d'alta massa dins d'Ori OB1a, Betelgeuse probablement es va formar fa aproximadament 10 a 12 milions d'anys, però ha evolucionat ràpidament a causa de la seva alta massa.
Com moltes estrelles joves d'Orió que la seva massa és més gran que 10 M☉, Betelgeuse utilitzarà el seu combustible amb rapidesa i no viurà gaire temps. Al diagrama de Hertzsprung-Russell, Betelgeuse s'ha allunyat de la seqüència principal i s'ha inflat i refredat per convertir-se en una supergegant vermella. Encara que jove, Betelgeuse ha esgotat l'hidrogen en el seu nucli, fent que el nucli es contregui sota la força de la gravetat en un estat més calent i més dens. Com a resultat, s'ha començat a fusionar heli en el carboni i oxigen i ha encès un "embolcall" d'hidrogen fora del nucli. L'embolcall d'hidrogen i el nucli de contracció provoquen que la part externa s'expandeixi i es refredi. La seva massa és tal que l'estrella finalment fusionarà els elements més alts a través del neó, magnesi, i el silici fins al ferro, punt del qual explotarà, probablement com una supernova de tipus II. Les opinions sobre quan tindrà lloc aquest fet són variables. Alguns consideren que la variabilitat de l'estel és provocada pel fet que l'estel està en la fase de cremar carboni, i que per tant la supernova es produirà en els mil anys vinents aproximadament. Altres creuen que encara li queda molta vida, però existeix consens en considerar que una supernova serà un esdeveniment astronòmic espectacular, però no serà cap amenaça pel sistema solar, donada la immensa distància que ens separa. Durant la supernova Betelgeuse brillaria 10.000 vegades més, amb una llum comparable a la de la Lluna creixent (alguns prediuen una magnitud aparent igual a la de la Lluna plena), que duraria alguns mesos. Es veuria com un punt brillant, amb la lluminositat de la Lluna i el color d'una bombeta d'incandescència, visible de dia.

### Dinàmica circumestel·lar

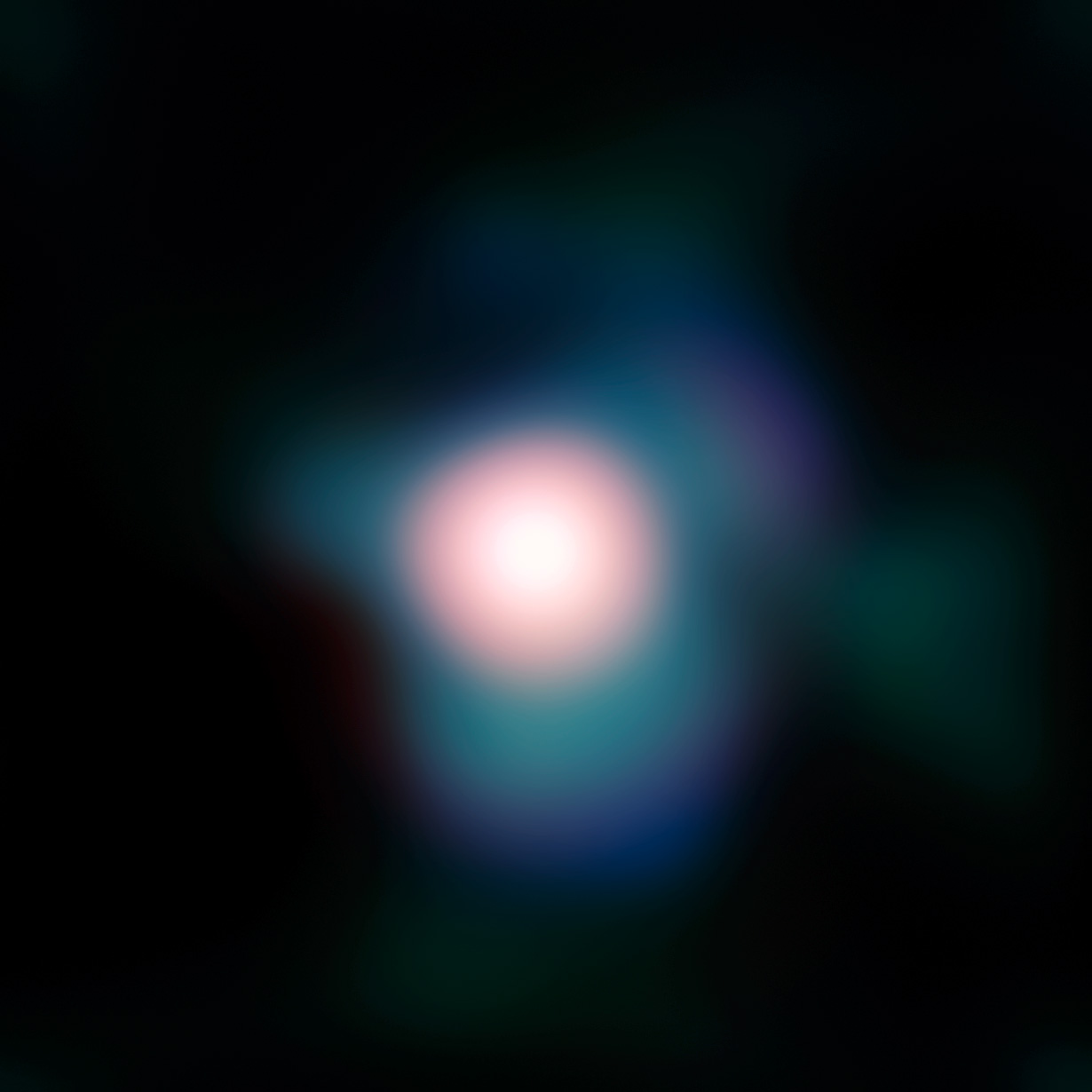
Imatge del Very Large Telescope de l'Observatori Europeu Austral mostrant el disc estel·lar i un estesa atmosfera amb un plom desconegut prèviament de gas circumdant

En la fase final de l'evolució estelar, estrelles massives com Betelgeuse exhibeixen índexs elevats de pèrdues de massa, possiblement fins 1 M☉ cada 10.000 anys, resultant en un complex entorn circumestel·lar que està constantment en flux. En un document del 2009, es va citar la pèrdua de massa estel·lar com «la clau per entendre l'evolució de l'univers des dels primers temps cosmològics fins a l'època actual, i de la formació del planeta i la formació de la vida mateixa». Tanmateix, el mecanisme físic no està ben entès. Quan Schwarzschild va proposar per primera vegada la seva teoria sobre les cèl·lules de convecció enormes, va argumentar que era la causa probable de pèrdua de massa en supergegants evolucionats com Betelgeuse. Els estudis recents han confirmat aquesta hipòtesi, però encara hi ha incerteses sobre l'estructura de la seva convecció, el mecanisme de la seva pèrdua de massa, la forma en què es forma la pols en la seva atmosfera estesa i les condicions que precipiten el seu dramàtic final com a supernova de tipus II. El 2001, Graham Harper va estimar un vent estel·lar a 0,03 M☉ cada 10.000 anys, però la investigació des del 2009 ha donat proves de pèrdues massives episòdiques resultant de manera incerta la xifra total de Betelgeuse. Les observacions actuals suggereixen que una estrella com Betelgeuse pot passar una part de la seva vida com a supergegant vermella, però després tornar a l'esquema H-R, tornra a passar per una fase breu de supergegant groga i després explotar com a supergegant blava o una estrella de Wolf-Rayet. 

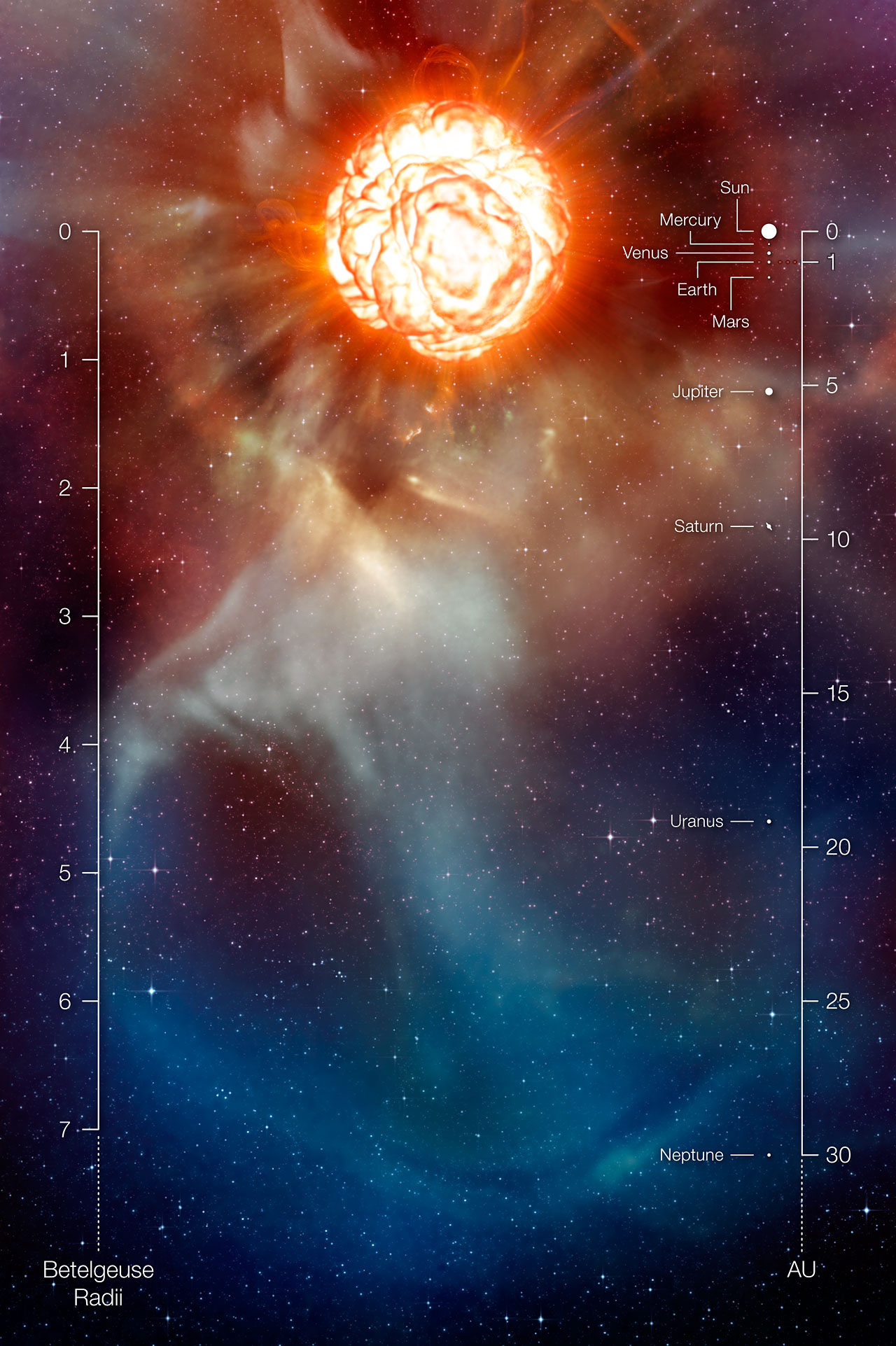
Representació artística feta per l'Observatori Europeu Austral mostrant Betelgeuse amb una enorme bombolla bullint sobre la seva superfície i una ploma radiant de gas que s'expulsa almenys a sis radis fotosfèrics o aproximadament a l'òrbita de Neptú

Els astrònoms poden estar a prop de resoldre aquest misteri. Van observar un gran plomall de gas que s'estenia almenys sis vegades el seu radi estel·lar, indicant que Betelgeuse no desprèn matèria uniformement en totes les direccions. La presència del plomall implica que la simetria esfèrica de la fotosfera de l'estrella, sovint observada a l'infraroig, no és conservada en el seu entorn proper. Les asimetries del disc estel·lar havien estat registrades a diferents longituds d'ona. No obstant això, a causa de les capacitats refinades de l'òptica adaptativa del NACO al VLT, aquestes asimetries s'han estudiat. Els dos mecanismes que podrien causar aquesta pèrdua de massa asimètrica eren les cèl·lules de convecció a gran escala o pèrdua de massa polar, possiblement a causa de la rotació. Per poder estudiar-ho en detall amb l'AMBER de l'ESO, s'ha observat que el gas a l'atmosfera allargada de la supergegant s'ha mogut vigorosament cap amunt i cap avall, creant bombolles tan grans com el propi supergegant, que ha permès el seu equip a concloure que aquest trastorn estel·lar està darrere de l'ejecció massiva de plomalls observada per Kervella.

#### Embolcalls asimètrics
A més de la fotosfera, s'han identificat altres sis components de l'atmosfera de Betelgeuse. Són un entorn molecular conegut també com a MOLsfera, un embolcall gasós, una cromosfera, un entorn de pols i dues capes exteriors (S1 i S2) compostes per monòxid de carboni (CO). Se sap que alguns d'aquests elements són asimètrics, mentre que d'altres se superposen.

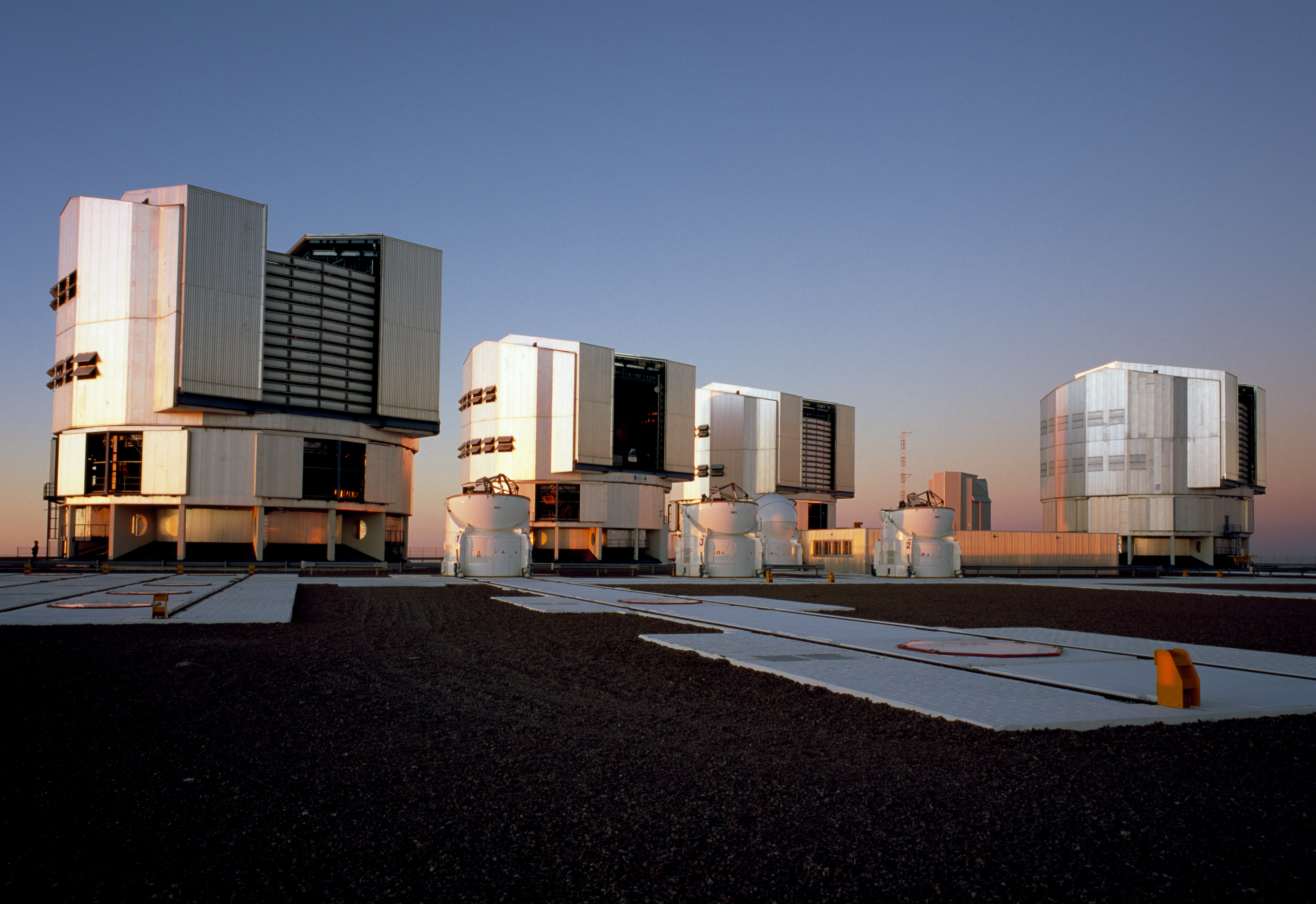
Vista exterior del Very Large Telescope de l'ESO (VLT) a Paranal, Xile

Al voltant de 0,45 radis estel·lars (~2–3 ua) per sobre de la fotosfera, pot haver-hi una capa molecular coneguda com a MOLsfera o entorn molecular. Els estudis demostren que està compost de vapor d'aigua i monòxid de carboni amb una temperatura efectiva d'uns 1.500±500 K. El vapor d'aigua havia estat detectat originalment a l'espectre de la supergegant durant els anys 60 amb els dos projectes de Stratoscope, però durant dècades s'havia ignorat. El MOLsphere també pot contenir SiO i Al₂O₃—molècules que podrien explicar la formació de partícules de pols.

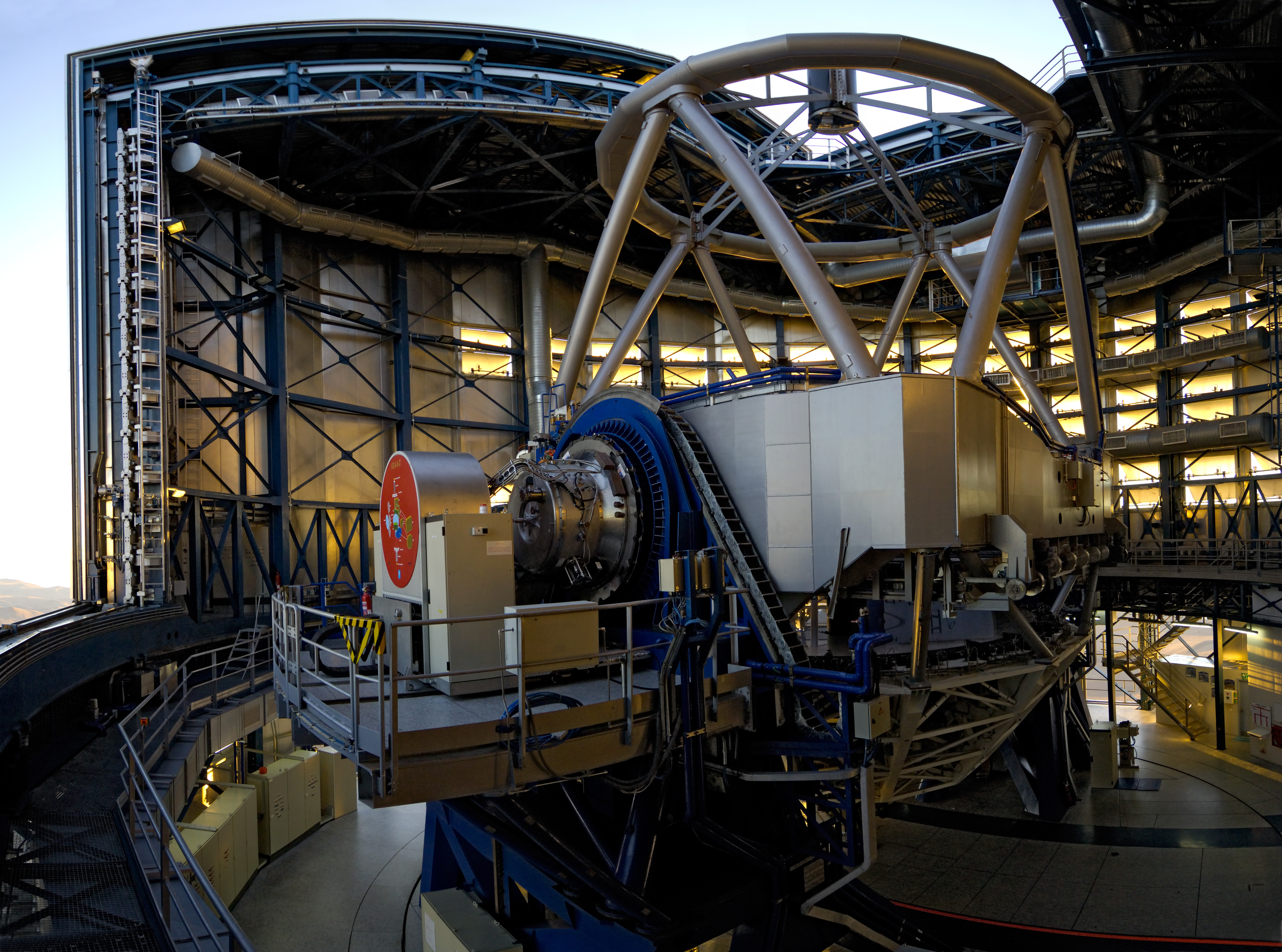
Vista interior d'una de les quatre Unitats de Telescopi de 8,2 metres al VLT de l'ESO

L'embolcall asimètric gasós, una altra regió més freda, s'estén per diversos radis (~10-40 ua) de la fotosfera. Està enriquit amb oxigen i sobretot en nitrogen relatiu al carboni. És probable que aquestes anomalies de la composició siguin causades per la contaminació del material processat CNO de l'interior de Betelgeuse.
Les imatges de radiotelescopi preses el 1998 confirmen que Betelgeuse té una atmosfera molt complexa, amb una temperatura de 3.450±850 K, similar a la registrada a la superfície de l'estrella, però molt més baixa que el gas circumdant a la mateixa regió. Les imatges del VLA també mostren que aquest gas de baixa temperatura es refreda progressivament a mesura que s'estén cap a l'exterior. Tot i que inesperat, resulta ser el constituent més abundant de l'atmosfera de Betelgeuse. "Això altera la nostra comprensió bàsica de les atmosferes estel·lars supergegants vermelles", va explicar Jeremy Lim, el líder de l'equip. "En lloc de l'expansió uniforme de l'atmosfera de l'estrella a causa del gas escalfat a altes temperatures properes a la seva superfície, ara sembla que diverses cèl·lules de convecció gegants impulsen el gas de la superfície de l'estrella a la seva atmosfera." Aquesta és la mateixa regió en què es creu que es troba el descobriment de Kervella del 2009 d'un plomall brillant, que possiblement conté carboni i nitrogen i que s'estén com a mínim sis radis fotosferics en la direcció sud-oest de l'estrella.
La cromosfera va ser captada directament per la Faint Object Camera a bord del telescopi espacial Hubble en longituds d'ona ultraviolades. Les imatges també van revelar una àrea brillant al quadrant sud-oest del disc. El radi mitjà de la cromosfera el 1996 era aproximadament 2,2 vegades el disc òptic (~10 ua) i es va informar que tenia una temperatura no superior a 5.500 K. No obstant això, en observacions de 2004 amb el STIS, l'espectròmetre d'alta precisió de Hubble, va assenyalar l'existència de plasma cromosfèric calent com a mínim un segon d'arc de distància de l'estrella. A una distància de 197 pc, la mida de la cromosfera podria ser fins a 200 ua. Les observacions han demostrat de manera concloent que el plasma cromosfèric càlid se superposa espacialment i coexisteix amb gasos frescos a la capa gasosa de Betelgeuse, així com amb la pols dels seus dipòsits de pols circumstel·lars (vegeu més avall).

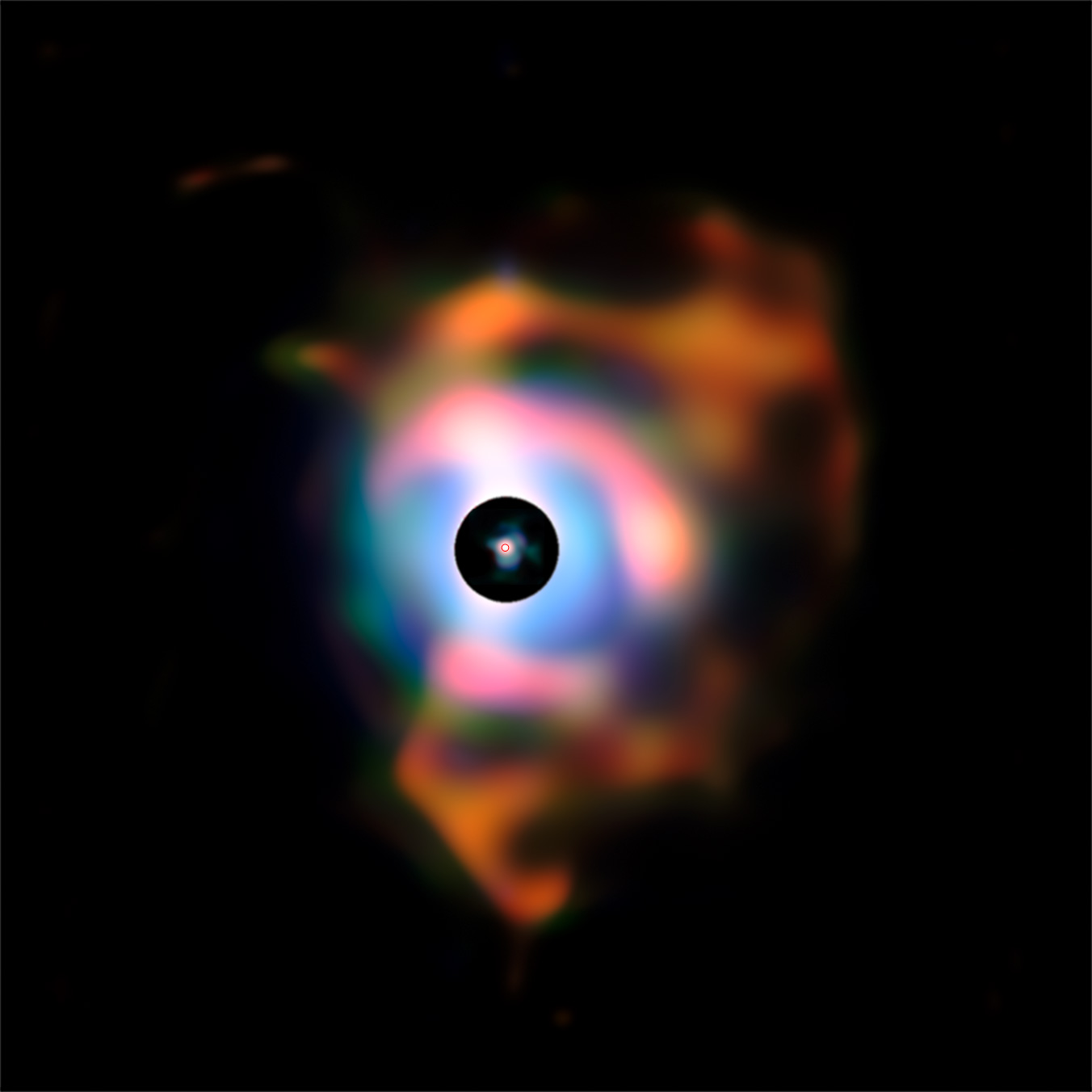
Aquesta imatge infraroja del VLT de l'ESO mostra embolcalls complexos de gas i pols al voltant de Betelgeuse – el cercle petit vermell al mig és la mida de la fotosfera.

La primera afirmació d'una capa de pols al voltant de Betelgeuse es va presentar el 1977 quan es va observar que les capes de pols al voltant d'estelles madures emeten sovint grans quantitats de radiació per sobre de la contribució de la fotosfera. Utilitzant interferometria heterodina, es va concloure que la supergegant vermella emet la major part del seu excés de radiació des de posicions que van més enllà dels 12 radis estel·lars o aproximadament la distància del cinturó de Kuiper de 50 a 60 ua, que depèn del radi estel·lar assumit. Des de llavors, hi ha hagut estudis realitzats sobre aquest embolcall de pols a diferents longituds d'ona que donen resultats decisivament diferents. Els estudis dels anys noranta han estimat el radi intern de la capa de pols des de 0,5 fins a 1,0 segons d'arc o 100 a 200 ua. Aquests estudis assenyalen que l'entorn de pols que envolta Betelgeuse no és estàtic. El 1994 es va informar que Betelgeuse experimenta una producció esporàdica de pols durant dècades, seguida d'inactivitat. El 1997 es van observar canvis significatius en la morfologia de l'embolcall de pols en un any, el que suggereix que l'embolcall està il·luminat de manera asimètrica per un camp de radiació estel·lar fortament afectat per l'existència de punts sensibles a la fotosfera. L'informe de 1984 d'una capa de pols gegant asimètrica d'1 pc (206.265 ua) no s'ha confirmat per estudis recents, encara que un altre publicat el mateix any va dir que es van trobar tres embolcalls de pols que s'estenien a quatre anys llum d'un costat de l'estrella en descomposició, el que suggereix que Betelgeuse arrossega les capes exteriors a mesura que es mou.
Encara que la mida exacta dels dos embolcalls exteriors de CO segueix sent difícil d'avaluar, les estimacions preliminars suggereixen que un embolcall s'estén d'uns 1,5 a 4,0 segons d'arc i l'altre s'expandeix fins a 7,0 segons d'arc. Assumint que l'òrbita de Júpiter és de 5,5 ua com a radi estel·lar, la capa interior s'estendria aproximadament de 50 a 150 radis estel·lars (~300 a 800 ua) amb l'exterior fins a 250 radis estel·lars (~1.400 ua). La heliopausa del sol s'estima en unes 100 ua, de manera que la mida d'aquesta capa externa seria gairebé catorze vegades la mida del sistema solar.

#### Xoc en arc supersònic
Betelgeuse viatja supersònicament a través del medi interestel·lar a una velocitat de 30 km per segon (és a dir, ~6.3 ua per any) creant un xoc en arc. El xoc no és creat per l'estrella, sinó pel seu poderós vent estel·lar, ja que expulsa grans quantitats de gas al medi interestel·lar a una velocitat de 17 km/s, escalfant el material que envolta l'estrella i fent-la visible a la llum infraroja. Com que Betelgeuse és tan brillant, va ser només el 1997 que es va fotografiar per primera vegada el xoc en arc. L'estructura de cometa s'ha estimat com a mínim un parsec d'ample, suposant una distància de 643 anys llum.
Les simulacions hidrodinàmiques del xoc en arc realitzades el 2012 indiquen que és molt jove—menys de 30.000 anys—suggerint dues possibilitats: que Betelgeuse es va traslladar a una regió del medi interestel·lar amb propietats diferents fa poc o que Betelgeuse va patir una transformació significativa produint un canvi de vent estel·lar. Un informe de 2012 va proposar que aquest fenomen fos causat per la transició de Betelgeuse des d'un supergegant blau (BSG) a un supergegant vermell (RSG). Hi ha proves que a l'etapa evolutiva tardana d'una estrella com Betelgeuse, aquestes estrelles "poden experimentar transicions ràpides del vermell al blau i viceversa en el diagrama de Hertzsprung-Russell, que acompanyen canvis ràpids en els seus vents estel·lars i xocs en arc." A més, si pròximes investigacions fan palesa aquesta hipòtesi, Betelgeuse podria demostrar haver viatjat prop de 200.000 ua com un supergegant vermell que es dispersa tant com 3 M☉ al llarg de la seva trajectòria.

## Evolució
Betelgeuse és una supergegant vermella que ha evolucionat a partir d'una estrella de seqüència principal de tipus O. El seu nucli finalment es col·lapsarà i produirà una explosió de supernova i deixant enrere un romanent compacte. Els detalls depenen de la massa inicial exacta i altres propietats físiques d'aquesta estrella de la seqüència principal.

### Seqüència principal
La massa inicial de Betelgeuse només es pot estimar provant diferents models estel·lars evolutius per fer coincidir les seves propietats observades actualment. Les incògnites dels dos models i les propietats actuals signifiquen que hi ha una considerable incertesa en l'aparició inicial de Betelgeuse, però la seva massa s'acostuma a estimar que s'ha trobat en l'interval de 10-25 M☉, amb models moderns amb valors de 15–20 M☉. Se suposa que la seva composició química ha estat al voltant del 70% d'hidrogen, 28% d'heli i 2,4% d'elements pesats, una mica més rica en metall que el sol, però similar. La velocitat de rotació inicial és més incerta, però els models amb índexs de rotació inicials de lent a moderats produeixen les millors coincidències amb les propietats actuals de Betelgeuse. Aquesta versió de la seqüència principal de Betelgeuse hauria estat una estrella càlida i lluminosa amb un tipus espectral de O9V.
Una estrella de 15 M☉ trigaria entre 11,5 i 15 milions d'anys a arribar a l'etapa de supergegant vermell, amb les estrelles que giren més ràpidament prenent el més llarg. Les estrelles de 20 M☉ de rotació ràpida només triguen 9,3 milions d'anys en arribar a l'època supergegant vermell, mentre que les estrelles de 20 M☉ amb rotació lenta només necessiten 8,1 milions d'anys. Aquests constitueixen les millors estimacions de l'edat actual de Betelgeuse, amb una edat preferida des de la seqüència principal d'edat zero de 8,0–8,5 milions d'anys per a una estrella de 20 M☉ sense rotació.

### Després de l'esgotament d'hidrogen del nucli

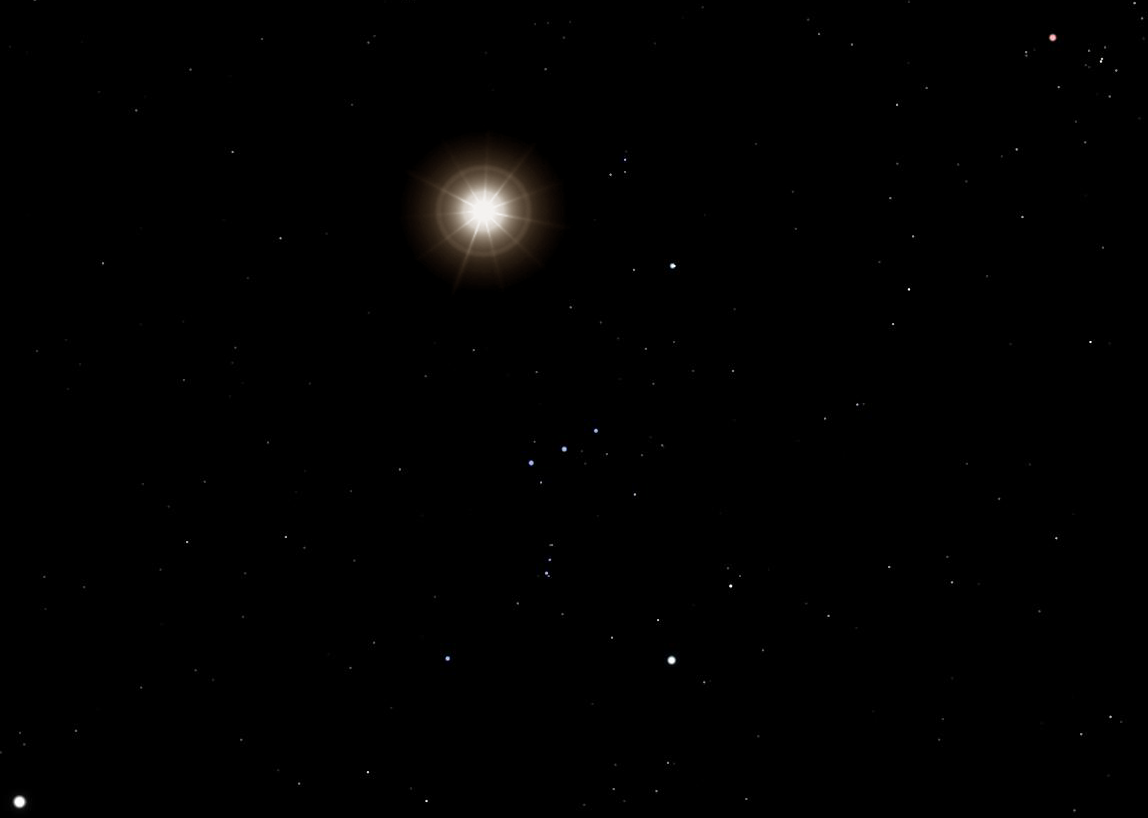
Imatge de Celestia amb Orió tal com es podria veure des la Terra quan Betelgeuse esclati com a supernova, que pot ser més brillant que la supernova que va explotar el 1006

El temps emprat fins a la data en què un supergegant vermell es pot estimar comparant els índexs de pèrdua de massa amb el material circunstel·lar observat, així com les abundàncies d'elements pesats a la superfície. Les estimacions van des de 20.000 anys fins a un màxim de 140.000. Betelgeuse sembla sofrir períodes curts de pèrdues massives de massa i és una estrella fugitiva movent-se ràpidament a través de l'espai, de manera que les comparacions de la seva pèrdua de massa actual amb la massa perduda total és difícil. La superfície de Betelgeuse mostra augments de nitrogen, nivells relativament baixos de carboni, i una proporció elevada de 13C relatiu a 12C, tot indicatiu d'una estrella que ha experimentat un primer dragatge. Tanmateix, el primer drenatge es produeix poc després que una estrella arribi a la fase de supergegant vermella i, per tant, això només significa que Betelgeuse ha estat una supergegant vermella durant almenys uns quants milers d'anys. La millor predicció és que Betelgeuse ja ha passat uns 40.000 anys com a supergegant vermell, havent deixat la seqüència principal potser fa un milió d'anys.
La massa actual es pot estimar a partir de models evolutius amb la massa inicial i de la massa esperada perduda fins ara. Per a Betelgeuse, es preveu que la massa total perduda no serà més que 1 M☉, donant una massa actual de 19,4–19,7 M☉, considerablement més gran del que s'estimava per altres mitjans, com ara les propietats pulsacionals o els models d'enfosquiment.
Totes les estrelles més massives que 10 M☉ s'espera que acabin les seves vides quan el seu nucli es col·lapsi, produint típicament una explosió de supernova. Fins a aproximadament 15 M☉, una supernova de tipus II-P sempre es produeix a partir de l'estadi supergegant vermell. Les estrelles més massives poden perdre massa prou ràpidament com per evolucionar cap a temperatures més altes abans que els seus nuclis puguin col·lapsar-se, sobretot per a les estrelles i els models rotatius amb índexs de pèrdua de massa especialment elevats. Aquestes estrelles poden produir supernoves tipus II-L o IIb de supergegants grocs o blaus, o supernoves de tipus Ib/c de les estrelles de Wolf-Rayet. Els models de les estrelles rotatives de 20 M☉ prediuen una peculiar supernova de tipus II semblant a SN 1987A d'un progenitor de supergegant blava. Per altra banda, els models d'estrelles no rotatives de 20 M☉ prediuen una supernova de tipus II-P a partir d'un progenitor supergegant vermell.
El temps fins a l'explosió de Betelgeuse depèn de les condicions inicials previstes i de l'estimació del temps ja passada com a supergegant vermell. La vida total des de l'inici de la fase supergegant vermella fins al col·lapse del nucli varia d'uns 300.000 anys per a una estrella rotativa de 25 M☉, 550.000 anys per a una estrella rotativa de 20 M☉, i fins a un milió d'anys per a una estrella no rotativa de 15 M☉. Tenint en compte el temps estimat des que Betelgeuse es va convertir en una supergegant vermella, les estimacions de la seva vida útil restant van des de "millor endevinació" de menys de 100.000 anys per a un model no rotatiu de 20 M☉ fins a un molt més llarg per a models rotatius o estrelles de baixa massa. El possible lloc de naixement de Betelgeuse de l'Associació Orió OB1 és la ubicació de diverses supernoves anteriors. Es creu que les estrelles fugitives poden ser causades per supernoves i hi ha proves que demostren que les estrelles OB μ Columbae, AE Aurigae i 53 Arietis es van originar a partir d'aquestse explosions a Ori OB1 fa 2,2, 2,7 i 4,9 milions d'anys.
Una típica supernova de tipus II-P emet 2×1046 J de neutrins i produeix una explosió amb una energia cinètica de 2×1044 J. Des de la Terra, tindria una magnitud aparent màxima de −12.4. És possible que superaria la llum en lluna plena i seria fàcilment visible a la llum del dia. Aquest tipus de supernova es mantindria en una brillantor aproximadament constant durant 2-3 mesos abans de l'atenuació ràpida. La llum visible es produeix principalment per la desintegració radioactiva del cobalt, i manté la seva brillantor a causa de la creixent transparència de l'hidrogen de refrigeració expulsat per la supernova.
A causa de malentesos causats per la publicació de 2009 de la contracció del 15% de l'estrella, aparentment de la seva atmosfera exterior, Betelgeuse ha estat freqüentment objecte de contes de por i de rumors que suggereixen que explotaria en un any, provocant afirmacions exagerades sobre les conseqüències d'aquest esdeveniment. El moment i la prevalença d'aquests rumors s'han relacionat amb conceptes errònis més amplis sobre l'astronomia, especialment sobre les prediccions del dia del judici relacionades amb el calendari maia. No és probable que Betelgeuse produeixi un esclat de raigs gamma i no està prou a prop pels seus raigs X, radiació ultraviolada o material expulsat que causi efectes significatius a la Terra.
Després de la supernova de Betelgeuse, quedarà un petit romanent dens, sigui una estrella de neutrons o un forat negre. Es preveu que serà una estrella de neutrons d'aproximadament 1,5 M☉.

## Atributs etnològics

### Ortografia i pronunciació
En anglès Betelgeuse ha sigut conegut com a Betelgeux, i en alemany Beteigeuze (segons Bode). Betelgeux i Betelgeuze es van utilitzar fins a principis del segle xx, però llavors l'ortografia de Betelgeuse es va convertir en universal. No hi ha consens sobre la pronunciació correcta del nom, i les pronunciacions de l'estrella són tan variades com les seves grafies:
- /ˈbɛtəldʒuːz/ Oxford English Dictionary[134] i la Royal Astronomical Society of Canada
- /ˈbiːtəldʒuːz/, /-dʒɜrz/ Oxford English Dictionary[134]
- /ˈbiːtəldʒuːs/ (Canadian Oxford Dictionary, Webster's Collegiate Dictionary[140])
- /ˈbɛtəldʒɜrz/ (les estrelles amables)[141]

### Etimologia
Sovint, Betelgeuse es tradueix malament com a "aixella central". En el treball de 1899 Star-Names and Their Meanings, del naturalista amateur estatunidenc Richard Hinckley Allen va afirmar que la derivació era del ابط الجوزاء Ibṭ al-Jauzah, que va afirmar que va degenerar en diverses formes, incloent-hi Bed Elgueze, Beit Algueze, Bet El-gueze, Beteigeuze i més, a les formes Betelgeuse, Betelguese, Betelgueze i Betelgeux. Es va anomenar l'estrella Beldengeuze a les Taules de Toledo, i el sacerdot jesuïta i astrònom italià Giovanni Battista Riccioli la va anomenar Bectelgeuze o Bedalgeuze.
Paul Kunitzsch, professor d'estudis àrabs a la Universitat de Múnic, refutava la derivació d'Allen i proposava que el nom complet fos una corrupció de l'àrab يد الجوزاء Yad al-Jauzā' que significa "la mà de al-Jauzā'", és a dir, Orió.
La mala traducció europea al llatí medieval va portar la primera lletra y (ﻴ, amb dos punts per sota), mal interpretat com a b (ﺒ, amb només un punt a sota).
Durant el Renaixement, es va escriure el nom de l'estrella بيت الجوزاء Bait al-Jauzā' ("casa d'Orió") o بط الجوزاء Baţ al-Jauzā', que es pensava incorrectament volia dir "aixella d'Orió" (una correcta traducció de "aixella" seria ابط, transliterat com a Ibţ). Això va portar a la representació moderna de Betelgeuse. Altres escriptors han acceptat l'explicació de Kunitzsch.

L'última part del nom, "-elgeuse", prové de l'àrab الجوزاء al-Jauzā', un nom històric àrab de la constel·lació d'Orió, un nom femení d'una antiga llegenda àrab, i de significat incert. Com que جوز j-w-z, l'arrel de jauzā', significa "mig", al-Jauzā' aproximadament vol dir "qui està al centre". El nom àrab modern d'Orió és الجبار al-Jabbār ("el gegant"), encara que l'ús de الجوزاء al-Jauzā' ha continuat en el nom de l'estrella. El traductor anglès del segle xvii Edmund Chilmead li va donar el nom Ied Algeuze ("mà d'Orió"), de Christmannus. Cal destacar altres noms àrabs coneguts com Al Yad al Yamnā ("la mà dreta"), Al Dhira ("el braç"), i Al Mankib ("l'espatlla"), tots afegits "del gegant", com منكب الجوزاء Mankib al Jauzā'.

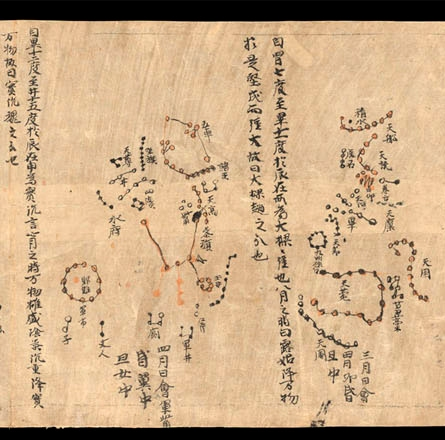
Mapa d'estrelles de Dunhuang, circa 700 d.C., mostrant 参宿四 Shēnxiùsì (Betelgeuse), la Quarta Estrella de la constel·lació de les Tres Estrelles

### Altres noms
Altres noms de Betelgeuse s'inclouen el persa Bašn "el braç", i el copte Klaria "un braçalet". Bahu era el nom en sànscrit, com a part d'una comprensió hindú de la constel·lació com a antílop o cérvol. En l'astronomia xinesa tradicional, Betelgeuse era conegut com a 参宿四 (Shēnxiùsì, la Quarta Estrella de la constel·lació de les Tres Estrelles) com a constel·lació xinesa 参宿 originalment es va referir a les tres estrelles de la zona del cinturó d'Orió. Aquesta constel·lació es va ampliar finalment a deu estrelles, però el nom anterior es va quedar en desús. Al Japó, el clan Taira, o Heike va adoptar Betelgeuse i el seu color vermell com a símbol, anomenat l'estrella Heike-boshi, (平家星), mentre que el clan Minamoto, o Genji havia triat Rigel i el seu color blanc. Les dues potents famílies van lluitar contra una llegendària guerra a la història del Japó, les estrelles vistes com enfrontades i separades pel cinturó.
A la tradició tahitiana, Betelgeuse era un dels pilars que sostenien el cel, conegut com a Anâ-varu, el pilar per seure. També es deia Ta'urua-nui-o-Mere "Gran festa en els desitjos dels pares". Hi havia també un terme hawaià Kaulua-koko "estrella vermella brillant". Els lacandons de Centreamèrica el coneixien com a chäk tulix "papallona vermella".
L'escriptor i astrònom Robert Burnham Jr. va proposar el terme padparadaschah que denota un rar safir taronja a l'Índia per a l'estrella.

### Mitologia
Amb la història de l'astronomia associada íntimament amb la mitologia i l'astrologia abans de la revolució científica, l'estrella vermella, com el planeta Mart que deriva el seu nom al déu de guerra romà, ha estat estretament associat amb l'arquetip marcial de conquesta durant mil·lennis i, per extensió, el motiu de la mort i el renaixement. Altres cultures han produït diferents mites. Stephen R. Wilk ha proposat que la constel·lació d'Orió pogués representar la figura mitològica grega de Pèlops, que tenia un espatlla artificial d'ivori, amb Betelgeuse com a espatlla, amb el color que recorda a la brillantor vermellosa del marfil.
A l'Amèrica, Betelgeuse significa un membre tallat d'una figura humana (Orió)—els Taulipang del Brasil coneixen la constel·lació com a Zililkawai, un heroi que la seva dona li va tallar la cama, amb la llum variable de Betelgeuse lligada a la ruptura de l'extremitat. De la mateixa manera, els Lakota d'Amèrica del Nord ho veuen com un cap del qual el braç ha estat tallat. Els Wardaman del nord d'Austràlia coneixen l'estrella com a Ya-jungin "mussol dels ulls parpellejants", la seva llum variable significava la seva observació intermitent de cerimònies liderades pel líder del cangur vermell Rigel. A la mitologia sud-africana, Betelgeuse va ser percebuda com un lleó llançant una mirada depredadora cap a les tres zebres representades pel Cinturó d'Orió.
Un nom en sànscrit de Betelgeuse és ārdrā "l'humit", epònim de Ardra mansió lunar en l'astrologia hindú. El déu vèdic de les tempestes Rudra va presidir l'estrella; aquesta associació es va relacionar amb els entusiastes de les estrelles del segle xix com Richard Hinckley Allen a la naturalesa tempestuosa d'Orió. Les constel·lacions del folklore macedoni representaven objectes i animals agrícoles, que reflectien el seu estil de vida del poble. Per a ells, Betelgeuse era Orach "el llaurador", juntament amb la resta d'Orió, que mostrava una arada amb bous. L'ascensió de Betelgeuse al voltant de les 3 de la matinada. a finals d'estiu i de tardor va significar el moment que els homes del poble anessin al camp per llaurar. Per als inuit, l'aparició de Betelgeuse i Bellatrix al cel meridional després de la posta de sol marca el començament de la primavera i els dies d'allargament a finals de febrer i principis de març. Es coneixien les dues estrelles Akuttujuuk "aquelles (dues) situades molt separadament", referint-se a la distància entre elles, principalment a persones de l'Illa de Baffin del Nord i la Península de Melville.
Les localitzacions oposades d'Orió i Escorpí, amb les seves corresponents estrelles vermelles variables brillants Betelgeuse i Antares, van ser observades per cultures antigues de tot el món. L'establiment d'Orió i l'ascens d'Escorpí signifiquen la mort d'Orió per l'escorpí. A la Xina, signifiquen germans i rivals, el Shen i el Shang. Els Batak de Sumatra marquen el seu Any Nou amb la primera lluna nova després de l'enfonsament del cinturó d'Orió sota l'horitzó, punt en què Betelgeuse queda "com la cua d'un gall". Les posicions de Betelgeuse i Antares en extrems oposats del cel celeste es van considerar significatius i les seves constel·lacions es van considerar com un parell d'escorpins. Els dies d'Escorpí es marquen com a nits que es veien les dues constel·lacions.

### Betelgeuse a la cultura popular
Com una de les estrelles més brillants i conegudes, Betelgeuse ha aparegut en moltes obres de ficció. El nom inusual de l'estrella va inspirar el títol de la pel·lícula de 1988 Beetlejuice, i el guionista Michael McDowell em va impressionar la quantitat de persones que van fer la connexió. A la sèrie popular de ciència-ficció The Hitchhiker's Guide to the Galaxy de Douglas Adams, Ford Prefect era d'un "petit planeta en algun lloc al voltant de Betelgeuse."
Dos vaixells de la marina estatunidenca van rebre el nom de l'estrella, els dos vaixells de la Segona Guerra Mundial, els USS Betelgeuse (AKA-11) avarat el 1939 i el USS Betelgeuse (AK-260) avarat el 1944. El 1979, un gran vaixell cisterna francès anomenat Betelgeuse estava amarrat a l'Illa de Whiddy descarregant oli quan va esclatar, matant a 50 persones en un dels pitjors desastres de la història d'Irlanda.
La cançó de Dave Matthews Band amb títol "Black and Blue Bird" fa referència a l'estrella.
El poema de Philip Larkin "The North Ship", que apareix a la col·lecció del mateix nom, fa referència a l'estrella de la secció titulada "Above 80° N", on es llegeix (trad.):
" 'Una dona té deu urpes,' /
Salta la barca borratxa; /
Més enllà de Betelgeuse, /
Més brillant que Orió /
O els planetes Venus i Mart, /
L'estrella flama a l'oceà; /
'Una dona té deu urpes,' /
Salta la barca borratxa."
Humbert Wolfe va escriure un poema sobre Betelgeuse, del qual comptava amb el suport musical de Gustav Holst.